# 国鉄D52形蒸気機関車
D52形蒸気機関車（D52がたじょうききかんしゃ）は、日本国有鉄道（国鉄、製造時は鉄道省→運輸通信省）の貨物用テンダー式蒸気機関車である。
愛称はデゴニ。

## 導入の経緯
本形式は第二次世界大戦に伴う戦時輸送のために導入された大型貨物用蒸気機関車であり、燃焼室を持つ大型のボイラーを採用したことと、資材不足に対応するための戦時設計となっていることが特徴である。

### 戦時輸送
本形式が計画、製造された1940年代頃の日本では1937年の日中戦争開始以降、人も物資も動きが活発になっており、旅客列車は毎年10 - 20千 km、貨物列車は20 - 30千 kmの増発が行われ、以後6年間で旅客列車は60千 km、貨物列車は110千 km 増加していた。

さらに、太平洋戦争の進展に伴い、日本国内の貨物輸送は貨物船の陸海軍による徴発とアメリカ軍の攻撃による喪失が増大したこともあって産炭地からの石炭輸送を中心に内航運輸の輸送力が不足した。これに対応するため、1942年10月6日に閣議決定された「戦時陸運の非常体制確立に関する件」および「戦時陸運非常体制確立方策要綱」においては
船舶建造の遅延、海難其の他に事由に因る海上輸送力の減退状勢に対応し、且つ今後に於ける非常事態の生起をも考慮し、（略）戦時陸運の非常体制を確立し、以て内地沿岸海上輸送の貨物は極力之を陸上輸送に転移せしめんとす—戦時陸運ノ非常体制確立ニ関スル件
として戦時陸運の非常体制を確立し、まずは石炭輸送の確保を主眼とし、逐次鉄鋼その他の重要物資の海上輸送を陸上輸送に移して余剰の船舶を満洲・中国大陸方面や南方方面からの輸送に充てるための5項目からなる要綱が定められ、その要綱の下に9項目からなる措置が定められており、そのうち国内輸送に関する主な事項は以下の通りであった。
- 関門トンネルを経由する九州炭の輸送能力を年間750万トン程度を目標として増強する。
- 北海道炭は青函連絡船の増強により輸送能力の年間250万トン程度を目標として増強する。
- 危険性の高い太平洋側の海上輸送を日本海側への陸揚げ・陸上輸送への連携にシフトさせて、月間13万トンから50万トン程度に引上げる。
- 輸送線区・設備の増強工事の施工、車両の増備および改造、荷役力・小運搬力の増強・石炭荷役設備の整備などの緊急措置を行う。

この計画を念頭に、1943年2月のダイヤ改正では旅客列車を21千 km削減して貨物列車約20千 kmを増発し、その後も約2か月毎程度のダイヤ改正を行って北海道・九州・裏日本揚の石炭輸送増や山田線の鉄鉱石輸送開始に対応し、さらに同年10月のダイヤ改正では旅客列車を約46千 km削減して貨物列車約35千 kmを増発して貨物列車の運行は398千 kmの設定となり、旅客列車の削減により余剰となった機関車を貨物列車に回すとともに、列車運行の効率化などを行うなどの施策によりこれに対応している。1944年に入ってもダイヤ改正が続き、4月には第五青函丸の就航に伴う北海道炭輸送増強と急行列車13.4千 kmの削減、6月には九州炭輸送増強のための貨物列車9.5千 kmの増発などが実施され、10月のダイヤ改正では旅客列車を6千 km削減して貨物列車を17.5千 km増発し、旅客列車350千 km・貨物列車430千 kmの設定となっている。1937年から1945年の間の輸送量の変化は以下の通り。
| 年度別の戦時輸送の状況 | 年度別の戦時輸送の状況 | 年度別の戦時輸送の状況 | 年度別の戦時輸送の状況 | 年度別の戦時輸送の状況 | 年度別の戦時輸送の状況 | 年度別の戦時輸送の状況 | 年度別の戦時輸送の状況 | 年度別の戦時輸送の状況 | 年度別の戦時輸送の状況 | 年度別の戦時輸送の状況 |
| 種別                   | 項目                   | 1937年                 | 1938年                 | 1939年                 | 1940年                 | 1941年                 | 1942年                 | 1943年                 | 1944年                 | 1945年                 |
| ---------------------- | ---------------------- | ---------------------- | ---------------------- | ---------------------- | ---------------------- | ---------------------- | ---------------------- | ---------------------- | ---------------------- | ---------------------- |
| 貨物列車               | トン数                 | 106百万 t              | 118百万 t              | 131百万 t              | 146百万 t              | 152百万 t              | 158百万 t              | 178百万 t              | 161百万 t              | 81百万 t               |
| 貨物列車               | トンキロ数             | 18.9十億 t・km         | 21.9十億 t・km         | 25.3十億 t・km         | 27.9十億 t・km         | 29.8十億 t・km         | 33.9十億 t・km         | 42.8十億 t・km         | 41.2十億 t・km         | 19.0十億 t・km         |
| 貨物列車               | 1日1キロ平均通貨貨車   | 447.4 両               | 480.5 両               | 521.4 両               | 542.3 両               | 562.1 両               | 613.6 両               | 647.0 両               | 561.9 両               | 291.9 両               |
| 貨物列車               | 1列車あたり輸送トン    | 221.1 t                | 237.6 t                | 243.0 t                | 256.6 t                | 263.1 t                | 278.0 t                | 306.2 t                | 297.1 t                | 229.1 t                |
| 旅客列車               | 人キロ数               | 29.1十億 人・km        | 33.6十億 人・km        | 42.1十億 人・km        | 49.3十億 人・km        | 55.5十億 人・km        | 60.5十億 人・km        | 74.1十億 人・km        | 77.3十億 人・km        | 76.0十億 人・km        |
| 旅客列車               | 1日1キロ平均通貨客車   | 165 両                 | 167 両                 | 180 両                 | 193 両                 | 199 両                 | 201 両                 | 186 両                 | 167 両                 | 133 両                 |
|                        |                        |                        |                        |                        |                        |                        |                        |                        |                        |                        |

### 戦時の車両増備と戦時設計
1937年の日中戦争開始に伴い鉄道動員体制となったことと、開戦に伴う旅客・貨物の輸送量増加に対応するため、1938年度に「輸送力拡充4 ヵ年計画」（1941年度まで）を策定し、総額96.6百万円の予算のうち、車両増備にその55％を当して輸送力の増強を図ったが、資材不足により次第に計画達成率が低下していた。その後、1942年度から10か年の「交通施設長期整備計画」を策定し、当初の5年間は毎年220百万円の予算のうち22%を車両増備に充てることとしていた。しかし、1942年の戦時陸運非常体制確立に伴いこちらに経営資源を振り向けることとなり、1943年7月20日の閣議決定により、「鉄道車輌の計画増産確保に関する件」が以下の通り定められた。
- 鉄道車両製造工場は国家総動員法に基き鉄道大臣の管理とする
- 車両製造および修繕能力を最大限に発揮するため、鉄道省の技術・労務・資材・施設・経験等を活用して鉄道省の工場・機関区・検車区と民営工場とを一体的に総合運営する
- 車両製造に関しては五大重点産業[注釈 1]並みの扱いとする
- 車両に対して戦時規格の実施を徹底する
- 必要に応じて戦時行政職権特例および許可認可等臨時措置法[11]を発動する

これに伴い、民間の車両製造工場も国家総動員法に基づき鉄道大臣の管理下に入れて官民一体で車両製造・修繕にあたることとなり、各民間工場に監理官が配置されて指揮監督または指導斡旋を行った。1937年から1945年にかけての蒸気機関車の発注状況は以下の通り。
| 年度別の蒸気機関車発注状況 | 年度別の蒸気機関車発注状況 | 年度別の蒸気機関車発注状況 | 年度別の蒸気機関車発注状況 | 年度別の蒸気機関車発注状況 | 年度別の蒸気機関車発注状況 | 年度別の蒸気機関車発注状況 | 年度別の蒸気機関車発注状況 | 年度別の蒸気機関車発注状況 | 年度別の蒸気機関車発注状況 | 年度別の蒸気機関車発注状況 | 年度別の蒸気機関車発注状況                       |
| 用途                       | 形式                       | 1937年                     | 1938年                     | 1939年                     | 1940年                     | 1941年                     | 1942年                     | 1943年                     | 1944年                     | 1945年                     | 備考                                             |
| -------------------------- | -------------------------- | -------------------------- | -------------------------- | -------------------------- | -------------------------- | -------------------------- | -------------------------- | -------------------------- | -------------------------- | -------------------------- | ------------------------------------------------ |
| 支線用                     | C11形                      | 31両                       | -                          | 60両                       | 26両                       | 20両                       | -                          | 19両                       | 59両                       | -                          | 1943年度発注分以降は戦時型                       |
| 支線用                     | C12形                      | 22両                       | 26両                       | 30両                       | 30両                       | -                          | -                          | -                          | -                          | -                          |                                                  |
| 支線用                     | C56形                      | 45両                       | 14両                       | -                          | -                          | -                          | -                          | -                          | -                          | -                          |                                                  |
| 支線用                     | C58形                      | 10両                       | 135両                      | 71両                       | 73両                       | 40両                       | 20両                       | 19両                       | -                          | -                          |                                                  |
| 旅客用                     | C57形                      | 58両                       | 48両                       | 28両                       | 16両                       | 17両                       | -                          | -                          | -                          | -                          |                                                  |
| 旅客用                     | C59形                      | -                          | -                          | -                          | 15両                       | 50両                       | 35両                       | -                          | -                          | -                          |                                                  |
| 貨物用                     | D51形                      | 58両                       | 136両                      | 248両                      | 194両                      | 134両                      | 29両                       | 100両                      | 160両                      | -                          | 1943年度発注分は準戦時型、1944年度発注分は戦時型 |
| 貨物用                     | D52形                      | -                          | -                          | -                          | -                          | -                          | -                          | 150両                      | 220両                      | -                          | 全機戦時型                                       |
| 合計                       | 合計                       | 224両                      | 359両                      | 437両                      | 354両                      | 261両                      | 84両                       | 288両                      | 439両                      | 0両                        |                                                  |
| 1. 2. 3.                   |                            |                            |                            |                            |                            |                            |                            |                            |                            |                            |                                                  |

一方、開戦により車両用の資材が不足する状況となり、1938年製造のC58形以降代用材が使用されるようになり、1939年11月には269項目からなる「蒸気機関車代用材ー覧表」を設定して新製・修繕に適用し、一部部品については代用材使用に対応するための設計変更が実施された。さらにその後、一層の資材の節約を図るため、1943年1月4日付の「戦時規格委員会規程」で制定された戦時規格委員会において戦時陸運非常体制下における車両の生産増強のため以下の5項目について検討がなされた。
- 安全率の低減
- 耐久寿命の短縮
- 規格の変更
- 使用期限および検査期間の延長
- 工程・艤装の簡易化

これらの検討の結果、戦争に勝つまでの2-3年を目途として、耐久力は問題外として急速大量生産するための、いわゆる「戦時設計」が策定され、1943年5月10日にD51形を対象に「戦時設計要網」およびその施行細則が定められ、これに基づいた「D51形蒸気機関車戦時設計詳表」をもとにD51形戦時型が製造されるとともに、他形式の新製・修繕にもこれが準用されている。戦時設計は「重要資材の節約」「資材確保の容易化」「製作工数・動力等の節約」の3項目の観点で定められており、これによるD51形の資材削減状況は下表のとおり。
| （参考）D51形の戦時設計における使用資材削減状況 上段：所要量、下段：削減率 | （参考）D51形の戦時設計における使用資材削減状況 上段：所要量、下段：削減率 | （参考）D51形の戦時設計における使用資材削減状況 上段：所要量、下段：削減率 | （参考）D51形の戦時設計における使用資材削減状況 上段：所要量、下段：削減率 |
| 材料                                                                       | 原設計                                                                     | 準戦時設計 1942年                                                          | 戦時設計 1943年                                                            |
| -------------------------------------------------------------------------- | -------------------------------------------------------------------------- | -------------------------------------------------------------------------- | -------------------------------------------------------------------------- |
| 銅                                                                         | 2400 kg                                                                    | 1080 kg 55 %                                                               | 500 kg 79 %                                                                |
| 鉛                                                                         | 1200 kg                                                                    | 380 kg 68 %                                                                | 160 kg 89 %                                                                |
| 鋼                                                                         | 76000 kg                                                                   | 67000 kg 12 %                                                              | 64000 kg 16 %                                                              |
| 1.                                                                         |                                                                            |                                                                            |                                                                            |

### D52形の導入
1930年代後半から1940年代前半において、鉄道省ではD51形を増備していたが、同形式はD50形を元に粘着重量の軽減、全長の短縮など地方路線でも運用しやすくすることを重視した設計であったことから、前記のような状況を踏まえ、幹線の貨物列車牽引用としてD51形より出力の高い蒸気機関車が鉄道省内で検討されていた。
そのような中で、動輪の軸重を16 t以上、ボイラーをD51形より大型化させたD形機で、3種類のボイラー容量毎にKD50形、KD51形、KD52形としたものが1939年に、車軸配置を1D2としてさらに大容量のボイラーを採用したKD53形および、ボイラーに燃焼室を採用したKD54-A形、KD-54B形が1940年にそれぞれ計画され、このうち、KD54-B形はD51形と同程度の下回りに燃焼室を備えた大型ボイラーを載せたもので、後にD52形となったものである。これらの計画機とD51形、D52形、1943年に計画されたKE50形の比較は以下の通り。
| KD51 - KD54形、KE50形、D51 - D52形主要諸元比較表 | KD51 - KD54形、KE50形、D51 - D52形主要諸元比較表 | KD51 - KD54形、KE50形、D51 - D52形主要諸元比較表 | KD51 - KD54形、KE50形、D51 - D52形主要諸元比較表 | KD51 - KD54形、KE50形、D51 - D52形主要諸元比較表 | KD51 - KD54形、KE50形、D51 - D52形主要諸元比較表 | KD51 - KD54形、KE50形、D51 - D52形主要諸元比較表 | KD51 - KD54形、KE50形、D51 - D52形主要諸元比較表 | KD51 - KD54形、KE50形、D51 - D52形主要諸元比較表 | KD51 - KD54形、KE50形、D51 - D52形主要諸元比較表 | KD51 - KD54形、KE50形、D51 - D52形主要諸元比較表 | KD51 - KD54形、KE50形、D51 - D52形主要諸元比較表 | KD51 - KD54形、KE50形、D51 - D52形主要諸元比較表 | KD51 - KD54形、KE50形、D51 - D52形主要諸元比較表 | KD51 - KD54形、KE50形、D51 - D52形主要諸元比較表 |
| 形式                                             | 車軸配置                                         | 動輪径                                           | ボイラー                                         | ボイラー                                         | ボイラー                                         | ボイラー                                         | ボイラー                                         | シリンダー                                       | シリンダー                                       | 動輪上重量                                       | シリンダー 牽引力                                | 備考                                             |                                                  |                                                  |
| 形式                                             | 車軸配置                                         | 動輪径                                           | 火格子面積                                       | 内径                                             | 煙管長                                           | 燃焼室長                                         | 圧力                                             | 直径                                             | 行程                                             | 動輪上重量                                       | シリンダー 牽引力                                | 備考                                             |                                                  |                                                  |
| ------------------------------------------------ | ------------------------------------------------ | ------------------------------------------------ | ------------------------------------------------ | ------------------------------------------------ | ------------------------------------------------ | ------------------------------------------------ | ------------------------------------------------ | ------------------------------------------------ | ------------------------------------------------ | ------------------------------------------------ | ------------------------------------------------ | ------------------------------------------------ | ------------------------------------------------ | ------------------------------------------------ |
| D51形                                            | 1D1                                              | 1400 mm                                          | 3.27 m2                                          | 1632 mm                                          | 5500 mm                                          | -                                                | 1.37 MPa                                         | 550 mm                                           | 660 mm                                           | 56.00 t                                          | 166.4 kN                                         | 1936年製                                         |                                                  |                                                  |
| KD52形                                           | 1D1                                              | 1400 mm                                          | 3.60 m2                                          | 1700 mm                                          | 5500 mm                                          | -                                                | 1.57 MPa                                         | 530 mm                                           | 660 mm                                           | 62.00 t                                          | 176.6 kN                                         | 1939年計画                                       |                                                  |                                                  |
| KD50形                                           | 1D1                                              | 1400 mm                                          | 4.10 m2                                          | 1800 mm                                          | 5500 mm                                          | -                                                | 1.57 MPa                                         | 560 mm                                           | 660 mm                                           | 66.00 t                                          | 197.2 kN                                         | 1939年計画                                       |                                                  |                                                  |
| KD51形                                           | 1D1                                              | 1400 mm                                          | 4.50 m2                                          | 1900 mm                                          | 5500 mm                                          | -                                                | 1.57 MPa                                         | 580 mm                                           | 660 mm                                           | 70.00 t                                          | 211.5 kN                                         | 1939年計画                                       |                                                  |                                                  |
| KD53形                                           | 1D2                                              | 1520 mm                                          | 5.02 m2                                          | 1850 mm                                          | 5500 mm                                          | -                                                | 1.57 MPa                                         | 570 mm                                           | 710 mm                                           | 68.00 t                                          | 202.4 kN                                         | 1940年計画                                       |                                                  |                                                  |
| KD54-A形                                         | 1D1                                              | 1400 mm                                          | 3.80 m2                                          | 1700 mm                                          | 5500 mm                                          | 500 mm                                           | 1.57 MPa                                         | 550 mm                                           | 660 mm                                           | 64.40 t                                          | 190.2 kN                                         | 1940年計画                                       |                                                  |                                                  |
| KD54-B形                                         | 1D1                                              | 1400 mm                                          | 3.85 m2                                          | 1846 mm                                          | 5000 mm                                          | 1000 mm                                          | 1.57 MPa                                         | 550 mm                                           | 660 mm                                           | 65.00 t                                          | 190.2 kN                                         | 1940年計画                                       |                                                  |                                                  |
| D52形                                            | 1D1                                              | 1400 mm                                          | 3.85 m2                                          | 1846 mm                                          | 5000 mm                                          | 1000 mm                                          | 1.57 MPa                                         | 550 mm                                           | 660 mm                                           | 64.79 t                                          | 190.2 kN                                         | 1943年製                                         |                                                  |                                                  |
| KE50形                                           | 1E1                                              | 1250 mm                                          | 3.85 m2                                          | 1846 mm                                          | 5500 mm                                          | 1000 mm                                          | 1.57 MPa                                         | 550 mm                                           | 660 mm                                           | 70.00 t                                          | 212.9 kN                                         | 1943年計画                                       |                                                  |                                                  |
| 1. 2. 3.                                         |                                                  |                                                  |                                                  |                                                  |                                                  |                                                  |                                                  |                                                  |                                                  |                                                  |                                                  |                                                  |                                                  |                                                  |

当時は蒸気機関車の設計は主要部の鉄道省が、詳細設計は鉄道省と民間会社が分担しており、D52形も同様の体制で進められていた。1943年春時点では設計がある程度進んでいる状況であったが、その後「戦時設計要網」の適用や設計の見直しを行い、鉄道省が詳細設計を担当して急遽設計の手直しが行われた。製造に当たっては、変更点が多岐にわたる戦時設計のD51形とD52形は民間工場の混乱を防ぐために鉄道省の浜松工機部と鷹取工機部で先行製造されることとなり、本形式は1943年9月に製造が開始され、12月21日に鷹取工機部でD52 21号機が、12月28日に浜松工機部でD52 1号機が竣工している。その後、鉄道省の工場に引続いて民間の汽車製造・日本車輌製造・川崎車輛・日立製作所・三菱重工業でも生産が開始され1944年には量産体制となった。
D52形はD51形より動輪上重量を増して粘着引張力を増強するとともに、その分の重量とD51形が搭載していたデッドウエイトを廃止した分の重量を利用したボイラーの大形化と高圧化により、シリンダー引張力および出力の増強を図っている。また、火室に燃焼室を設置することにより、ボイラー効率をD51形の70 %から78 ％に向上させるとともに煙管の短縮による資材の節約を図り、また、これにより重心を前方に移すことによってD51形では後方に偏っていた軸重バランスを前方に移して均等化を図っている。一方、各部の構造については機能の改善を図るとともに生産性向上や資材入手の容易化を考慮して、単なる代用材の使用に留まらずに銅、鉛などの重要資材の節約を図った本格的な銅鉛節約設計となっており、これらの設計により、D52形はD51形との比較において空車重量（≒資材所要量）は5 ％、製造時の工数は約6 %それぞれ増加したが、出力は約22 ％の増加となり、重量および所要資材量・工数あたりの出力が増強されている。

## 概要

### 仕様
本形式の原設計は極端な戦時設計ではなく、主連棒のビッグエンド（主動輪側端部）の丸ブッシュ化や鋳鋼製主台枠の採用などはされていたものの砂箱・蒸気溜カバーは通常の形状で除煙板も鋼製のものであった。その後設計途中で戦時設計が採用されて砂箱・蒸気溜カバーの角型化や、台枠・弁装置などに鋳鋼製部品使用といった資材確保や工作の簡易化、銅系材料の節約、除煙板や踏板、炭水車の炭庫といった部分に木材を代用材として採用するなどの変更がなされ、総体として非常に質の悪いものとなった。 また、給水加熱器もボイラー台の中に排気膨張室兼用のものを設置して配管を簡略化と金属材料の使用量削減を図っている。本形式が準拠している戦時設計の代表的なものは以下の通り。
- 大形機関車でもボイラー缶胴の長手（レール方向）継手を溶接組立とする
- 主連棒のビッグエンド（主動輪側端部）の形状を丸ブッシュとして、主動輪のバランスウェイト内に充填する鉛を全廃
- 車軸受金に三メタル式のものを採用
- 炭水車水タンクの外郭によって列車荷重を負担し、台枠の骨組を廃止
- 炭水車輪心の鋳鉄化
- タイヤの止輪の廃止
- 歩み板、石炭庫の木造化

また、資材および人員の不足による細部の設計変更は本省の承認を得ることなく、工場長や各民間工場に配置されていた監督官の判断に任せられたとされており、そのため、蒸気溜・砂箱のカバー、除煙板、煙突などの形状の変更や、工作の簡略化や装備の省略が行われ、結果として形態が多様化している。

### ボイラー
本形式のボイラーは、D51形から動輪上重量を増大させた分の重量を利用した大容量化、燃焼室の設置による燃焼効率の向上、過熱蒸気温度の確保によるボイラー効率の向上などを図り、D51形から大幅な増強を図ったものである一方、戦時設計に対応して使用材料や工数の削減、資材確保の容易化を図ったものであることが特徴となっている。そのため、戦時中はボイラーの爆発事故が多くなった。なお、ボイラーの大型化により、機関車の重心高さは旅客用のC59形（1665 mm）と同等の1660 mmとなっている。
ボイラーの種類は3種（甲缶、乙缶、丙缶）あり、丙缶はボイラー用材の幅広鋼材が不足したため各缶胴の長さを変えて2000 mm幅のボイラー用材からでも製造可能となっているが、煙管長は各缶種とも5000 mmのままとしたため、丙缶では燃焼室長が短くなっている。原設計は甲缶で、缶胴の長手（レール方向）継手はリベット組立、缶胴の周接手は将来の増圧 (18 kg/cm2) を考慮してリベットが2列であったが、乙缶・丙缶では長手継手をC12形、C56形、C11形で実績のあった溶接組立とし、周接手はリベットを1列とするなど、構造の簡略化が図られている。なお、日本国有鉄道刊の『鉄道技術発達史』では「甲缶は実際には製造されていない」と記述されている一方、「甲缶が鉄道省→運輸通信省の工機所製、乙・丙缶が民間工場製が大体の区分とされている」とする文献や、「甲缶が鉄道省→運輸通信省の工機所製、乙缶が1943年度発注の汽車製造および日立製作所製、丙缶がその他」とする文献があり、形式図においてはD52 1-142号機を燃焼室甲（甲缶もしくは乙缶）、D52 143号機以降を燃焼室乙（丙缶）としている。ボイラー種別ごとの要目は以下の通り。
| D52形ボイラー種別一覧表 | D52形ボイラー種別一覧表 | D52形ボイラー種別一覧表 | D52形ボイラー種別一覧表 | D52形ボイラー種別一覧表 | D52形ボイラー種別一覧表 | D52形ボイラー種別一覧表 | D52形ボイラー種別一覧表 | D52形ボイラー種別一覧表 | D52形ボイラー種別一覧表 | D52形ボイラー種別一覧表 | D52形ボイラー種別一覧表 | D52形ボイラー種別一覧表 | D52形ボイラー種別一覧表 | D52形ボイラー種別一覧表 | D52形ボイラー種別一覧表 | D52形ボイラー種別一覧表 | D52形ボイラー種別一覧表 | D52形ボイラー種別一覧表 | D52形ボイラー種別一覧表 | D52形ボイラー種別一覧表 | D52形ボイラー種別一覧表 | D52形ボイラー種別一覧表 |
| ボイラー種別            | 缶胴                    | 缶胴                    | 缶胴                    | 缶胴                    | 缶胴                    | 缶胴                    | 缶胴                    | 缶胴                    | 缶胴                    | 火室・燃焼室            | 火室・燃焼室            | 火室・燃焼室            | 火室・燃焼室            | 火室・燃焼室            | 煙管                    | 煙管                    | 煙管                    | 伝熱面積                | 伝熱面積                | 伝熱面積                | 缶水容量                | 重量                    |
| ボイラー種別            | 缶胴 種別               | 缶胴長                  | 缶胴長                  | 缶胴長                  | 缶胴内径                | 缶胴内径                | 缶胴内径                | 缶胴工法                | 缶胴工法                | 燃焼室 種別             | 火格子 面積             | 燃焼室長                | 外火室 天板長           | 火室容積                | 煙管長                  | 大煙管 本数             | 小煙管 本数             | 火室                    | 煙管                    | 過熱                    | 缶水容量                | 重量                    |
| ボイラー種別            | 缶胴 種別               | 第1                     | 第2                     | 第3                     | 第1                     | 第2                     | 第3                     | 周方向                  | 長手方向                | 燃焼室 種別             | 火格子 面積             | 燃焼室長                | 外火室 天板長           | 火室容積                | 煙管長                  | 大煙管 本数             | 小煙管 本数             | 火室                    | 煙管                    | 過熱                    | 缶水容量                | 重量                    |
| ----------------------- | ----------------------- | ----------------------- | ----------------------- | ----------------------- | ----------------------- | ----------------------- | ----------------------- | ----------------------- | ----------------------- | ----------------------- | ----------------------- | ----------------------- | ----------------------- | ----------------------- | ----------------------- | ----------------------- | ----------------------- | ----------------------- | ----------------------- | ----------------------- | ----------------------- | ----------------------- |
| 甲缶                    | 甲                      | 2230 mm                 | 2470 mm                 | 1501 mm                 | 1770 mm                 | 1808 mm                 | 1846 mm                 | リベット2列             | リベット                | 甲                      | 3.85 m2                 | 1000 mm                 | 2296 mm                 | 7.0 m2                  | 5000 mm                 | 35本                    | 94本                    | 20.1 m2                 | 147.7 m2                | 77.4 m2                 | 9.6 m3                  | 18.37 t                 |
| 乙缶                    | 乙                      | 2100 mm                 | 2470 mm                 | 1450 mm                 | 1770 mm                 | 1808 mm                 | 1846 mm                 | リベット1列             | 溶接                    | 甲                      | 3.85 m2                 | 1000 mm                 | 2276 mm                 | 7.0 m2                  | 5000 mm                 | 35本                    | 94本                    | 20.1 m2                 | 147.7 m2                | 77.4 m2                 | 9.6 m3                  | 17.65 t                 |
| 丙缶                    | 丙                      | 各1980 mm               | 各1980 mm               | 各1980 mm               | 1770 mm                 | 1808 mm                 | 1846 mm                 | リベット1列             | 溶接                    | 乙                      | 3.85 m2                 | 920 mm                  | 2275 mm                 | 6.88m3                  | 5000 mm                 | 35本                    | 94本                    | 19.7 m2                 | 147.7 m2                | 77.4 m2                 | 9.5 m3                  | 17.53 t                 |
| 1. 2. 3.                |                         |                         |                         |                         |                         |                         |                         |                         |                         |                         |                         |                         |                         |                         |                         |                         |                         |                         |                         |                         |                         |                         |

燃焼室は、火室の前方に、甲・乙缶は1000 mm（燃焼室甲）、丙缶は920 mm（燃焼室乙）のものを設けており、D51形と比較すると火格子面積の3.27 m2から3.85 m2と17 %増となったのに対し、火室容積を4.37 m3から7.0 m3（燃焼室甲、燃焼室乙では6.88 m3）と60 %（57 %）拡大した結果、火格子面積/火室容積比はD51形の1.33から、石炭中の炭素および揮発性成分の両方が十分に燃焼されるため適切とされる1.6 - 2.0の範囲内の1.81（燃焼室甲、燃焼室乙では1.79）となっている。また、火室における輻射による伝熱量は煙管における接触による伝熱量にに比べて約10倍で、ボイラー内での缶水の熱吸収の大半は火室周辺におけるものであり、本形式の火室伝熱面積もD51形の12.7 m2から20.1 m2（燃焼室甲、燃焼室乙では19.7 m2）に拡大されて伝熱量の増大を図っている。燃焼室は1920年代のアメリカにおいて普及したもので、南満洲鉄道や朝鮮鉄道でも1927年以降採用されるようになり、日本においても1920年代後半以降研究が進められていたが、1926年にアメリカから輸入したC52形において、アメリカのメーカー側では燃焼室の採用を計画していたが鉄道省側でこれを不採用としている。その後、1932-33年度にはD50形とC51形で現車試験も実施されてその有効性も確認された一方で、構造上複雑となるため本形式に至るまで実装はされなかったが、本形式ではボイラーの重量配分を前方へ移して各動輪の軸重を均等化する目的もあって燃焼室が設けられている。
燃焼室が設置されて大煙管長さが5000 mmに短縮された一方で、大煙管本数を7列 × 5段の35本として過熱面積をD51形の64.4 m2から77.4 m2に拡大するするとともに、過熱面積/全蒸発面積比を0.41から0.46に向上させている。この過熱面積/全蒸発面積比は過熱温度上昇によるボイラー効率向上のため、最初にこれを考慮して設計された8620形の実績を基に採り入れられた指標で、その後設計される機関車はこの数値を約0.3以上とすることとしたものである。さらに、本形式では燃焼ガスの煙管に対する配分を改良して過熱温度を高めるため、ガス通路の流体抵抗に着目した川崎車輛の提案に基づき、過熱管の煙室側折返部を煙室内から大煙管内に変更している。
これらの設計の結果、本形式においては過熱蒸気温度は平均368.5 °C、瞬間値ではD51形では358°Cであったものが375 °Cとなり、試験台試験における比較において、燃焼率500 kg/m2/h時のボイラー効率はD51形の70 %から78%に、伝熱効率は79 %から84 %に、ボイラー効率は55 %から59 %にそれぞれ向上し、ボイラーへの熱入力量が同一であった場合、指示出力はD51形より約10 %向上している。

### 走行装置
車軸配置はD50形、D51形と同じく、火格子面積を大きくとることができる1D1（日本国鉄式）、2-8-2（ホワイト式）もしくは通称ミカドと呼ばれる配列で、直径1400 mmの動輪を4軸、直径860 mmの先輪もしくは従輪を有する1軸先台車および1軸従台車をそれぞれ装備している。軸距は先輪 - 第1動輪間2500 mm、第1 - 第4動輪間は各1550 mm、第4動輪 - 従輪間2450 mmとしており、各動輪間の軸距はD51形と同一であるが、先輪 - 第1動輪間が50 mm、第4動輪間 - 従輪間が100 mm延長されているほか、前台枠先端 - 先輪間も50 mm延長されている一方で、後台枠後端 - 従輪間は150 mm短縮されており、台枠全長がD51形より50 mm短縮されている。各車軸のばね装置は上ばね式の重ね板ばねで、先輪と第1動輪の左右の軸ばね群およびイコライザーで1点、第2 - 4動輪と従輪の左右の軸ばね群およびイコライザーで左右2点の3点支持式として、先輪 - 第2動輪で1点・第3動輪 - 従輪で2点としていたD51形と比較して負担重量の均等化を図っているほか、第4動輪に6 mmの横動量を付与して曲線通過性能を確保している。また、先台車はD51形と同じコロ式復元装置・1点支持で心向棒長1600 mmのLT128、従台車はC57形やD51形が装備するLT157を若干変更した、ばね式復元装置で心向棒長1800 mmのLT157AもしくはLT157Bを装備しており、軸箱と軸ばね間の滑り台が前者は開放式、後者は密閉式となっている。
台枠は厚板鋼板を使用した棒台枠で、 前部端梁まで厚板鋼板台枠であったD51形と異なり、前台枠とボイラー台をC12形・C56形やC55形以降の大型旅客用機関車と同様の大型鋳鋼部品としてシリンダーとともに主台枠にボルト止めしており、D51形で多発して問題となっていた主台枠のシリンダー取付部後部のクラックに対しては、台枠の切抜部隅部分の形状変更をもって対策としている。一方で、台枠中間鋳物はD51形と共通品を使用しているほか、後部台枠は後のD62形のように左右間隔を狭めて資材と工程の節約を図る案もあったが、発案時点ですでに製造段階に入っていたため、D51形と同様の、後台枠が従輪の外側に張出す構造のままとなっている。また、従来の機関車の主台枠板は厚板鋼板を切抜加工したものを使用していたが、本形式では厚鋼板切抜加工のものと鋳鋼のものの双方が用意されている。鋳鋼製の主台枠はアメリカや南満洲鉄道などでは基本とされていたもので、日本においてもC52形の主台枠が鋳鋼製であったほか、1936年にC55形を例にとって鋳鋼製主台枠と厚板切抜式主台枠の比較がなされた結果、両者の間に大きな差はないとされた。その後、日中戦争の影響によって厚鋼板が入手困難となったことに伴い、D51形、C11形、C57形、C58形に鋳鋼製台枠の追加設計がなされ、C59形および本形式は当初から鋼板、鋳鋼双方に対応できる設計がなされている。
弁及びリンク装置と走り装置にはワルシャート式弁装置を使用しており、シリンダーはD51形と同じ直径550 mm、行程660 mmで使用圧力増加分だけシリンダー牽引力を増強している。戦時設計要網および施行細則により、リンク装置の鍛造部品の型打部品もしくは鋳鋼部品への変更や、ブッシュ類の銅系材料の削減などがなされており、また、本形式では主連棒のビッグエンド（主動輪側端部）をアメリカや南満洲鉄道で標準とされていた丸ブッシュ式としている。従来の機関車ではビッグエンドに角形で調整式のブッシュを使用し、重量バランス確保のため主動輪のバランスウエイト内部に鉛を充填していたが、本形式の丸ブッシュ式は鉛の節約と主連棒の回転不釣合の軽減を目的としたもので、調整機構のない分だけ軽量化を図り、主動輪バランスウエイト内の鉛を全廃したものである。
先輪および従輪はディスク式、動輪はボックス式で、タイヤの抜出し防止用の止輪が廃止されているほか、先台車・従台車の軸受や棒類の受金に三メタル式のものが使用されている。タイヤの止輪はその要不要が1920年代より議論され、南満洲鉄道において焼嵌めのみで止輪を使用しない方式での実績があったこともあって国内でも試験が行われており、戦時設計に際して廃止されている。三メタル方式は受金の銅系材料の削減のため採用されたもので、受金を鋼製のものに銅合金を裏貼りしたものとして、さらにその上に軸受合金としてホワイトメタルを貼る方式となっている。また、汽車製造製のD52 379-384号機の6両は原形の鋳鋼製のボックス輪心に代えて、円板を湾曲させて一枚板構造とした鋳鋼製のディスク輪心を使用した。この方式はボックス輪心と同時期にアメリカで開発されたもので、二重壁構造のボックス輪心で鋳造時に必要となる中子を不要として工数を削減したものとなっている。さらに、日立製作所製のD52 393-416号機および三菱重工業製のD52 146号機は先輪に、後述する炭水車用車輪と同じ鋳鉄製二重壁の輪心のものを装備している。

### ブレーキ装置
ブレーキ装置は自動空気ブレーキ、手ブレーキを装備しており、基礎ブレーキ装置は台枠内第1および第3動輪間の内側にブレーキシリンダを1基ずつ搭載し、それぞれ第1・2動輪および第3・4動輪の2軸ずつ計4軸に作用する片押式の踏面ブレーキとなっており、制動軸や一部の制動梁はD51形と共通品を使用している。制輪子は制輪子に制輪子ホルダーが付き、そこに制輪子を取付ける乙種のうち、機関車は乙-163号（制輪子ホルダーは偏心1号）、炭水車は乙-162号（制輪子ホルダーは偏心2号）を使用している。
空気ブレーキ装置は蒸気機関車標準のET6を採用している。この方式はアメリカのウェスティングハウス・エア・ブレーキが開発したもので、H6自動ブレーキ弁、S6単独ブレーキ弁、6番分配弁、C6減圧弁、B6吸気弁などで構成されるもので、その特徴は以下の通りとなっている。
- 構造が簡単で取付および保守が容易
- 非常ブレーキが使用可能
- ブレーキ弁に連動して元空気溜圧力を2段階に設定可能
- 補助機関車もしくは無火回送時においても客車・貨車と同様にブレーキが作用する

### その他
運転室は1937年度発注のC58形以降、C59形や計画機のKD51形、KD52形、KD53形では、乗務員の安全性向上や灯火管制に対応できるといった利点のある密閉式の運転室を装備していたが、本形式では開放式の運転室としている。また、アメリカの機関車と同様に運転室の荷重を後台枠に負担させず、ボイラーに取付ける方式としているほか、運転室内の機器類は戦時設計により、速度計の省略や圧力計類の簡素化、運転室内灯の削減などの簡素化がされている。
本形式の煙突はボイラーが機関車前方へ延長されたことに伴い、シリンダ中心線より600 mm前方にずれていることが特徴となっており、これにより容積の大きくなったボイラー台内部のスペースのうち、上半部を容積0.303 m3の排気膨張室とし、下半部には水管を配置して給水加熱器として、給水加熱器筐体と配管の資材を節約している。また、煙突は鋼板溶接組立のものと鋳鉄製のものがあり、いずれも煙突基部とボイラー間の取付座を省略している。
砂箱・蒸気溜カバーは形状を簡略化としており、製造時期や製造所によって、断面の角型・カマボコ型の違い、砂箱部と蒸気溜部の段差の有無、前後端部の形状の違いで5種類に大別される。また、除煙版は原形においては前部端梁より先端部が張出しており、下隅部に丸みをつけた形状であったが、戦時設計においては原形の形状のまま木製化したもののほか、先端部を前部端梁の位置としたものが前方の上隅部の形状の違い等により3種の計4種に大別される。

### 炭水車
炭水車は当初C59形と同一の10-25形を使用することを予定していたとされるが、戦時設計の導入により、戦時設計のD51形が装備する10-20形台車の全長と台車中間距離を1200 mm延長して石炭および水の搭載量を増大させた12-25形を装備している。戦時設計の炭水は使用石炭の質の低下ならびに貨物列車の重列車長距離化の傾向から、積載炭水量を増加させた一方で、全面的設計変更を行って所要資材を削減しつつ積載容量増に対応し、かつ、運転整備重量を減少することにより勾配区間における機関車の牽引能力を増大させている。
この炭水車は、前端部側に中間緩衝器受・中間引張棒受と台車心皿を設置した鋳鋼製の前台枠を、後端部側には連結器の伴板守と台車心皿を設置した同じく鋳鋼製の後台枠を設置し、前後の台枠間は、水タンクの底板を6 mm厚の鋼板を使用した船底型のものとして、ここに重量および引張力・連結衝撃を負担させるフレームレス構造としたものである。また、炭庫部分は石炭の質が悪化したことに対応して容量を当初計画の10 tから12 tに増大するとともに、転車台が空襲の被害などで使用できない場合の逆行運転を想定し、後方視界を確保するために水槽部分より幅を狭めた形状となった。このほか前床板、道具箱などを木造のものに変更したほか、基礎ブレーキ装置部品や配管を簡素化している。
台車は構造を簡素化したベッテンドルフ式の鋳鋼製側枠式台車のLT204形を装荷し、車軸を従来の長軸のものから短軸にしたほか、車輪の輪心を鋳鉄製の箱型輪心としている。なお、枕ばねは重ね板ばねであるが、初期に製造されたものは3組並列のもの、その後製造されたものは2組並列のものとなっている。

## 製造
本形式は設計に並行して1943年6月から2か所の鉄道省（→運輸通信省）の工場（工機部）で先行的に部品や機関車本体の製造を開始し、その後に製造計画を割り当てられた民間メーカー5社による本格的な製造に移行した。本形式は1943年度に150両、1944年度に220両が発注されて、D51形（1943・44年に計260両を発注）と並行して生産されることとなったが、1941年度以降の蒸気機関車の生産状況は発注年度内に竣工するものは少なく、翌々年度に竣工がずれ込むものもあるといった状況であり、本形式は発注370両のうち、終戦後にも納入が認められた1945年度末竣工分までの計285両が生産された（最終出場は、1946年3月31日付、日本車輌製のD52 62号機。実際の竣工日は4月16日。）。未竣工は計85両で、メーカー各社に残った素材は戦後の輸出向機関車に転用されたとされており、川崎車輌で製造されたサハリン向けのD51形7両には本形式用の主台枠が流用されている。
発注時の予定最終番号はD52 492号予定機で、D52 153-197・256-332号機は予定欠番であったが、生産計画について、鉄道車輌史研究家の臼井茂信はD52 153-197号予定機を三菱重工業生産割当分、D52 256-332号予定機を川崎車輌生産割当分として計約500両の計画、同じく蒸気機関車研究家の金田茂裕は予定欠番分を除く約400両の計画であったとそれぞれ推定している。
竣工年度・製造所ごとの番号、製番、両数は下表のとおり。
| D52形製造一覧 （上段：番号 下段()内：製造番号） | D52形製造一覧 （上段：番号 下段()内：製造番号） | D52形製造一覧 （上段：番号 下段()内：製造番号） | D52形製造一覧 （上段：番号 下段()内：製造番号） | D52形製造一覧 （上段：番号 下段()内：製造番号） | D52形製造一覧 （上段：番号 下段()内：製造番号） | D52形製造一覧 （上段：番号 下段()内：製造番号）                | D52形製造一覧 （上段：番号 下段()内：製造番号）                 | D52形製造一覧 （上段：番号 下段()内：製造番号） | D52形製造一覧 （上段：番号 下段()内：製造番号）                               | D52形製造一覧 （上段：番号 下段()内：製造番号） |
| 年度                                            | 年度                                            | 鉄道省→運輸通信省工場                           | 鉄道省→運輸通信省工場                           | 民間工場                                        | 民間工場 | 民間工場                                                       | 民間工場                                                        | 民間工場                                        | 合計                                                                          | 合計                                            |
| 年度                                            | 年度                                            | 浜松工機部                                      | 鷹取工機部                                      | 日本車輌                                        | 川崎車輛 | 日立製作所                                                     | 汽車製造                                                        | 三菱重工業                                      | 番号                                                                          | 両数                                            |
| ----------------------------------------------- | ----------------------------------------------- | ----------------------------------------------- | ----------------------------------------------- | ----------------------------------------------- | --- | -------------------------------------------------------------- | --------------------------------------------------------------- | ----------------------------------------------- | ----------------------------------------------------------------------------- | ----------------------------------------------- |
| 1943年度                                        | 1943年度                                        | D52 1-5 (89-93)                                 | D52 21-24 (59-62)                               |                                                 | |                                                                | D52 123-132 (2390-2399)                                         |                                                 | D52 1-5, 21-24 123-132                                                        | 19両                                            |
| 1944年度                                        | 1944年度                                        | D52 6-15 (94-103)                               | D52 25-33 (63-71)                               | D52 41-58 (1319-1330, 1374-1379)                | D52 68-97 151-152, 198-227 (2972-2978, 2986-2990 2994,2998, 2995-2996 2997,2999, 3047-3058 3060-3061, 3064-3071 3073-3075, 3077-3078 3080-3086, 3088-3089 3092-3100) | D52 98-122 393-408 (1734-1736, 1838-1847 1894-1905, 1960-1975) | D52 133-142 333-368 (2433-2442, 2458-2459 2467-2494, 2497-2502) | D52 143-150 443-451,453 (469-476, 477-485, 487) | D52 6-15, 25-33, 41-58, 68-122 133-152, 198-227 333-368, 393-408 443-451, 453 | 204両                                           |
| 1945年度                                        | 1945年度                                        |                                                 |                                                 | D52 59-62 (1409-1412)                           | D52 228-238 (3101-3111) | D52 409-423 (1976-1990)                                        | D52 369-384 (2503-2518)                                         | D52 452, 454-468 (486, 488-502)                 | D52 59-62 228-238 369-384 409-423, 452, 454-468                               | 62両                                            |
| 計                                              | 番号                                            | D52 1-15                                        | D52 21-33                                       | D52 41-62                                       | D52 68-97 151-152, 198-238 | D52 98-122 393-423                                             | D52 123-142 333-384                                             | D52 143-150 443-468                             | D52 1-15, 21-33, 41-62, 68-152 198-238 333-384, 393-423 443-468               | 285両                                           |
| 計                                              | 両数                                            | 15両                                            | 13両                                            | 22両                                            | 73両 | 56両                                                           | 72両                                                            | 34両                                            | D52 1-15, 21-33, 41-62, 68-152 198-238 333-384, 393-423 443-468               | 285両                                           |
| 1. 2.                                           |                                                 |                                                 |                                                 |                                                 | |                                                                |                                                                 |                                                 |                                                                               |                                                 |

また、発注年度・製造所毎の、発注両数と予定機番は下表のとおり。
| D52形発注年度別製造両数一覧 （上段：両数、下段（）内：予定機番） | D52形発注年度別製造両数一覧 （上段：両数、下段（）内：予定機番） | D52形発注年度別製造両数一覧 （上段：両数、下段（）内：予定機番） | D52形発注年度別製造両数一覧 （上段：両数、下段（）内：予定機番） | D52形発注年度別製造両数一覧 （上段：両数、下段（）内：予定機番） | D52形発注年度別製造両数一覧 （上段：両数、下段（）内：予定機番） | D52形発注年度別製造両数一覧 （上段：両数、下段（）内：予定機番） | D52形発注年度別製造両数一覧 （上段：両数、下段（）内：予定機番） | D52形発注年度別製造両数一覧 （上段：両数、下段（）内：予定機番） | D52形発注年度別製造両数一覧 （上段：両数、下段（）内：予定機番）        |
| 年度                                                             | 年度                                                             | 鉄道省→運輸通信省工場                                            | 鉄道省→運輸通信省工場                                            | 民間工場                                                         | 民間工場                                                         | 民間工場                                                         | 民間工場                                                         | 民間工場                                                         | 合計                                                                    |
| 年度                                                             | 年度                                                             | 浜松工機部                                                       | 鷹取工機部                                                       | 日本車輌                                                         | 川崎車輛                                                         | 日立製作所                                                       | 汽車製造                                                         | 三菱重工業                                                       | 合計                                                                    |
| ---------------------------------------------------------------- | ---------------------------------------------------------------- | ---------------------------------------------------------------- | ---------------------------------------------------------------- | ---------------------------------------------------------------- | ---------------------------------------------------------------- | ---------------------------------------------------------------- | ---------------------------------------------------------------- | ---------------------------------------------------------------- | ----------------------------------------------------------------------- |
| 1943年度                                                         | 1943年度                                                         | 20両 (D52 1-20)                                                  | 20両 (D52 21-40)                                                 | 27両 (D52 41-67)                                                 | 30両 (D52 68-97)                                                 | 25両 (D52 98-122)                                                | 20両 (D52 123-142)                                               | 8両 (D52 143-150)                                                | 150両 (D52 1-150)                                                       |
| 1944年度                                                         | 1944年度                                                         | 0両                                                              | 0両                                                              | 0両                                                              | 60両 (D52 151-152, 198-255)                                      | 50両 (D52 393-442)                                               | 60両 (D52 333-392)                                               | 50両 (D52 443-492)                                               | 220両 (D52 151-152, 198-225 333-492)                                    |
| 合計                                                             | 発注分                                                           | 20両 (D52 1-20)                                                  | 20両 (D52 21-40)                                                 | 27両 (D52 41-67)                                                 | 90両 (D52 68-97 151-152, 198-255)                                | 75両 (D52 98-122 393-442)                                        | 80両 (D52 123-142 333-392)                                       | 58両 (D52 143-150) 443-492)                                      | 370両 (D52 1-152, 198-225 333-492)                                      |
| 合計                                                             | うち竣工分                                                       | 15両 (D52 1-15)                                                  | 13両 (D52 21-33)                                                 | 22両 (D52 41-62)                                                 | 73両 (D52 68-97 151-152, 198-238)                                | 56両 (D52 98-122 393-423)                                        | 72両 (D52 123-142 369-384)                                       | 34両 (D52 143-150 443-468)                                       | 285両 (D52 1-15, 21-33, 41-62, 68-152 198-238 333-384, 393-423 443-468) |
| 1. 2. 3. 4. 5.                                                   |                                                                  |                                                                  |                                                                  |                                                                  |                                                                  |                                                                  |                                                                  |                                                                  |                                                                         |

## 改造

### 戦時中の使用状況と状態不良機の廃車
戦時設計の主旨は、加工を簡略化すべきところはこれを徹底的に簡略するが、重要部分に対してはむしろ細心の加工を要求したものであり、機会あるごとにこのことは強調されていたが、実際には使用資材の品質不良や熟練工の不足、戦時設計に便乗した粗製乱造などにより粗雑な製造の機体が多かった。このため、設計上の性能はD51形よりも大幅に改善されており、D52 1号機による試験結果も好成績で、上り10 ‰までの区間では一般貨物列車が19 km/hで1100 t、石炭貨物列車が17 km/hで1200 t牽引と設定されたにもかかわらず、本来の性能を出せない機体が多く、1944年末の大阪鉄道局管内を例にすると配属33両中12両が材質や工作状態の不良による故障を起こしていた。
また、保守・修繕においても、本形式に限らず資材入手難や代用材使用の影響により状況は困難なものであった。例えばボイラー水面計のガラスは戦前においては平均1年程度の耐久性であったものが、戦時中においてはほぼ毎日交換が必要で、場合によっては一仕業中に数回の交換を要したこともあり、また、断熱材やパッキン・ガスケットに使用される石綿の入手難から、煙室扉のパッキンにグラスウールや場合によっては土で目塗りをして代用とした事例や、加減弁作用軸部のパッキンを樹皮で代用した事例もあった。また、代用材料に関しては、戦時設計によるもののほか、代用材を使用するよう指定されなかった部品においても資材入手難から代用材料を使用せざるを得なかった部分も多く、銅系材料の部品を鉄系材料としたものについては錆の発生や固着に、鋼製部品から鋳鋼もしくは鋳鋼から鋳鉄としたものについては亀裂や割れによる破損に悩まされ、代用材として木材を使用した箇所は木材の反りや割れ、腐食の発生に悩まされていた。
ボイラーについては、製造不良や戦時規格にも適合しないボイラー用鋼板が材料として使用されたものがあったほか、運用上の酷使や整備の不良もあり、1945年に死傷者を伴うボイラー破裂事故が3件相次いで発生した。そのため一旦全機の使用が停止され、X線によるボイラーの検査等を実施する一方、応急的な対策としてボイラー水位を高めたり火室控の交換、蒸気圧の減圧といった処置を施して対応したが、事故および状態不良で1946年 - 1950年に以下の55両が廃車となった。
D52 5, 7-9, 27, 30, 47, 51, 59, 73, 78, 80, 83（事故）, 84, 87, 88（戦災）, 90（戦災）, 91（戦災）, 95, 97, 103, 107, 110-114, 116, 120, 205-208, 209（事故）, 212, 215, 220-221, 238, 346, 347, 350-351, 359, 364, 371, 381, 394-395, 409-413, 443, 465
一方、戦時中にはアメリカ軍機による機銃掃射等への対策として本形式への迷彩塗装の実施と運転室の防弾化改造が計画されている。迷彩塗装は他形式も含めいくつかの事例があった一方、運転室防弾化については図面が用意されたのみで実施はされていないが、その内容は以下の通りとなっている。
- 屋根は雨樋を撤去し、この部分に防弾板を設置
- 側面は防弾板およびコンクリートの防弾材を設置するとともに、側面窓の前方を鋼板で塞ぎ、防弾引窓を設置
- 前面は正面窓庇を防弾化
- 背面に防弾戸を設置

### 原設計への復元など
本形式は、性能を確保して大量速製を主眼とする点ではその目的を達し、耐用年数約2-3年という当初の目標もほぼ達成されていたが、終戦後の日本の状況においては、耐用年数に達した本形式を廃車することができず、引続き使用さざるを得ない状況であった。そのため、本形式をはじめとする戦時設計の車両は通常設計への復元工事を施工することとし、蒸気機関車に関しては1945年10月に「戦争終結に伴う車両並に同部分品の原設計復元に関する件」という通達が各鉄道局長へ出され、「戦時設計機関車装備改造」として1947、48年度に予算が計上されてボイラー控の改造、シリンダーへの安全弁の設置、速度計の設置、炭水車の補強などが施工されているほか、以降も補修や原設計への復元が継続され、機体によっては除煙板や炭庫など木部の鋼製化が実施されている。
ボイラー缶胴の周継手をリベット1列とした乙缶と丙缶では、経年により缶胴下半部のリベットに緩みが生じたものが多く、缶胴下半部に板を継足して継手をリベット2列に補強している。なお、同様の事象は同じく周継手をリベット1列とした戦時設計のD51形と戦後製のC59形でも発生しているが、戦後製のC57形では発生しておらず、ボイラー径に拠るものと考えられている。また、ボイラー控のうち、ボイラーの火室外板と外火室後板の間の後隅板控は、戦時設計においては板厚を薄くしてリベット組立から溶接組立としていたが、亀裂の発生や溶接部の剥離が発生したため、戦時設計機関車装備改造で原設計に復元されているほか、原設計ではねじ組立であった、火室外板と内火室板の間の側控は、戦時設計においては溶接組立としていたが、こちらも溶接部の剥離が発生したため、同じく戦時設計機関車装備改造で原設計に復元されている。
走行装置においては、弁装置のリンク装置で黒皮付きのままの鋳鋼部品を使用したものは傷の発見が困難であったり曲損の検査に手数を要するため、原設計の鍛造機械仕上のものに交換されている。また、戦時設計によりタイヤの抜出し防止用の止輪が廃止されたが、実際にはタイヤの抜出しが発生したため、1952年には止輪の必要性が再確認され、以後止輪を追加している。さらに、先台車・従台車および炭水台車の軸受や棒類の受金に使用された三メタル式受金は、銅合金は節約されるが、鋼材をに銅合金を裏貼りする際に工数がかかり、当初は密着がよくないものがあったが、工作が良好なものは使用状態も良好であり、炭水車車軸の受金では戦後もそのまま使用されているものもある。
戦時設計機関車装備改造における炭水車の補強は、前後の台枠鋳物と水タンク底板との取付部の緩みや、水タンク底板の台枠鋳物取付部の亀裂発生に対応するもので、台枠鋳物の取付面積を増大して衝撃荷重の伝達を良好にするとともに、水タンク底板の台枠鋳物取付部の板厚を9 mmから12 mmとしつつ、内側にも当板を設置するものであり、施工後の状況は良好であった。

### 他形式への改造
戦時輸送の終了による貨物用機関車の余剰化と、旅行の制限がなくなったことによる旅客輸送量の増加にともなう旅客用機関車不足のため、1948年から1949年にかけて本形式のボイラーを流用し、C59形相当で従軸を2軸とした走行装置と組合わせた旅客用機関車C62形が49両（うち1両は2両分のボイラーを組合わせて1両分としたため、種車となったD52形は50両。）製造された。前後の機番対称は以下の通り。
| D52形→C62形改造一覧 | D52形→C62形改造一覧 | D52形→C62形改造一覧 | D52形→C62形改造一覧 | D52形→C62形改造一覧 | D52形→C62形改造一覧 | D52形→C62形改造一覧 |
| 形式                | 改造後番号          | 改造前番号          | 製造所              | 製造番号            | 竣工日              | 竣工日              |
| ------------------- | ------------------- | ------------------- | ------------------- | ------------------- | ------------------- | ------------------- |
| C62形               | C62 1               | D52 74              | 日立製作所          | 1921                | 1948年              | 1月17日             |
| C62形               | C62 2               | D52 455             | 日立製作所          | 1930                | 1948年              | 5月20日             |
| C62形               | C62 3               | D52 458             | 日立製作所          | 1931                | 1948年              | 6月18日             |
| C62形               | C62 4               | D52 399             | 日立製作所          | 1932                | 1948年              | 6月30日             |
| C62形               | C62 5               | D52 349             | 日立製作所          | 1933                | 1948年              | 7月20日             |
| C62形               | C62 6               | D52 461             | 日立製作所          | 1934                | 1948年              | 7月31日             |
| C62形               | C62 7               | D52 464             | 日立製作所          | 1955                | 1948年              | 8月26日             |
| C62形               | C62 8               | D52 446             | 日立製作所          | 1956                | 1948年              | 8月19日             |
| C62形               | C62 9               | D52 121             | 日立製作所          | 1957                | 1948年              | 9月6日              |
| C62形               | C62 10              | D52 119             | 日立製作所          | 1958                | 1948年              | 9月23日             |
| C62形               | C62 11              | D52 150             | 日立製作所          | 1959                | 1948年              | 10月6日             |
| C62形               | C62 12              | D52 445             | 日立製作所          | 1796                | 1948年              | 10月23日            |
| C62形               | C62 13              | D52 447             | 日立製作所          | 1797                | 1948年              | 11月10日            |
| C62形               | C62 14              | D52 145             | 日立製作所          | 1798                | 1948年              | 11月30日            |
| C62形               | C62 15              | D52 112             | 日立製作所          | 1799                | 1948年              | 12月15日            |
| C62形               | C62 16              | D52 127             | 日立製作所          | 1800                | 1948年              | 12月22日            |
| C62形               | C62 17              | D52 269             | 日立製作所          | 1801                | 1948年              | 12月30日            |
| C62形               | C62 18              | D52 375             | 日立製作所          | 1802                | 1949年              | 1月26日             |
| C62形               | C62 19              | D52 407             | 日立製作所          | 1803                | 1949年              | 3月6日              |
| C62形               | C62 20              | D52 225             | 日立製作所          | 1804                | 1949年              | 3月14日             |
| C62形               | C62 21              | D52 277             | 日立製作所          | 1805                | 1949年              | 3月20日             |
| C62形               | C62 22              | D52 222             | 川崎車輛            | 3155                | 1948年              | 8月20日             |
| C62形               | C62 23              | D52 23              | 川崎車輛            | 3156                | 1948年              | 8月31日             |
| C62形               | C62 24              | D52 233 （D52 106） | 川崎車輛            | 3157                | 1948年              | 9月24日             |
| C62形               | C62 25              | D52 226             | 川崎車輛            | 3158                | 1948年              | 9月30日             |
| C62形               | C62 26              | D52 46              | 川崎車輛            | 3159                | 1948年              | 10月8日             |
| C62形               | C62 27              | D52 49              | 川崎車輛            | 3160                | 1948年              | 10月16日            |
| C62形               | C62 28              | D52 151             | 川崎車輛            | 3161                | 1948年              | 10月21日            |
| C62形               | C62 29              | D52 85              | 川崎車輛            | 3162                | 1948年              | 10月28日            |
| C62形               | C62 30              | D52 152             | 川崎車輛            | 3163                | 1948年              | 11月11日            |
| C62形               | C62 31              | D52 227             | 川崎車輛            | 3164                | 1948年              | 11月18日            |
| C62形               | C62 32              | D52 147             | 川崎車輛            | 3165                | 1948年              | 11月24日            |
| C62形               | C62 33              | D52 82              | 川崎車輛            | 3166                | 1948年              | 11月30日            |
| C62形               | C62 34              | D52 230             | 川崎車輛            | 3167                | 1948年              | 12月18日            |
| C62形               | C62 35              | D52 93              | 川崎車輛            | 3168                | 1948年              | 12月26日            |
| C62形               | C62 36              | D52 231             | 川崎車輛            | 3169                | 1948年              | 12月12日            |
| C62形               | C62 37              | D52 358             | 汽車製造            | 2450                | 1948年              | 9月18日             |
| C62形               | C62 38              | D52 374             | 汽車製造            | 2564                | 1948年              | 9月29日             |
| C62形               | C62 39              | D52 141             | 汽車製造            | 2565                | 1948年              | 10月6日             |
| C62形               | C62 40              | D52 367             | 汽車製造            | 2566                | 1948年              | 10月15日            |
| C62形               | C62 41              | D52 352             | 汽車製造            | 2567                | 1948年              | 10月23日            |
| C62形               | C62 42              | D52 357             | 汽車製造            | 2568                | 1948年              | 11月12日            |
| C62形               | C62 43              | D52 345             | 汽車製造            | 2569                | 1948年              | 11月30日            |
| C62形               | C62 44              | D52 356             | 汽車製造            | 2570                | 1948年              | 12月26日            |
| C62形               | C62 45              | D52 353             | 汽車製造            | 2571                | 1949年              | 3月8日              |
| C62形               | C62 46              | D52 226             | 汽車製造            | 2572                | 1949年              | 3月21日             |
| C62形               | C62 47              | D52 366             | 汽車製造            | 2573                | 1949年              | 3月31日             |
| C62形               | C62 48              | D52 380             | 汽車製造            | 2574                | 1949年              | 4月8日              |
| C62形               | C62 49              | D52 104             | 汽車製造            | 2575                | 1949年              | 4月20日             |
| 1.                  |                     |                     |                     |                     |                     |                     |

また、第二次大戦後に主要幹線の急速な電化が計画されたことに伴い、1950年から1951年にかけて戦時設計から標準設計への復元に併せて従軸を1軸から2軸として、軸重を線路規格の低い「乙線」への入線可能な値に調整することが可能なD62形に20両が改造された。当時の線路等級ごとの軌道延長は以下の通り。
| 線路種別・本線軌道延長の構成（1945年度末） 上段：延長、下段：構成率 | 線路種別・本線軌道延長の構成（1945年度末） 上段：延長、下段：構成率 | 線路種別・本線軌道延長の構成（1945年度末） 上段：延長、下段：構成率 | 線路種別・本線軌道延長の構成（1945年度末） 上段：延長、下段：構成率 | 線路種別・本線軌道延長の構成（1945年度末） 上段：延長、下段：構成率 | 線路種別・本線軌道延長の構成（1945年度末） 上段：延長、下段：構成率 | 線路種別・本線軌道延長の構成（1945年度末） 上段：延長、下段：構成率 |
| 種別                                                                | 特甲線                                                              | 甲線                                                                | 乙線                                                                | 丙線                                                                | 簡易線                                                              | 計                                                                  |
| ------------------------------------------------------------------- | ------------------------------------------------------------------- | ------------------------------------------------------------------- | ------------------------------------------------------------------- | ------------------------------------------------------------------- | ------------------------------------------------------------------- | ------------------------------------------------------------------- |
| 構成                                                                | 1267 km 5.7 %                                                       | 3710 km 16.6 %                                                      | 6788 km 30.4 %                                                      | 8518 km 38.2 %                                                      | 2041 km 9.1 %                                                       | 22326 km 100.0 %                                                    |
| 1. 2.                                                               |                                                                     |                                                                     |                                                                     |                                                                     |                                                                     |                                                                     |

改造後しばらくは動輪上重量をほとんど軽減せずにD52形と共通運用されていたが、1958年から1959年にかけて動輪の軸重を軽減して乙線に入線可能にするとともに、シリンダー直径を550 mmから530 mmに縮小してシリンダー牽引力をD51形とほぼ同等に変更しており、低速域ではD51形と、高速域ではD52形と同等の性能となった。しかし、幹線の電化が当初の計画通りには進展せず、輸送情況も変化したため、当分の間はD52形が必要とされることとなってD62形への改造は20両で終了し、D52形のまま標準設計に復元する装備改造の実施に移行することとなった。
改造前後の機番対称は以下の通り。
| D52形→D62形改造およびD62形軸重軽減改造一覧 | D52形→D62形改造およびD62形軸重軽減改造一覧 | D52形→D62形改造およびD62形軸重軽減改造一覧 | D52形→D62形改造およびD62形軸重軽減改造一覧 | D52形→D62形改造およびD62形軸重軽減改造一覧 | D52形→D62形改造およびD62形軸重軽減改造一覧 | D52形→D62形改造およびD62形軸重軽減改造一覧 | D52形→D62形改造およびD62形軸重軽減改造一覧 | D52形→D62形改造およびD62形軸重軽減改造一覧 |
| 形式                                       | 車軸配置変更改造                           | 車軸配置変更改造                           | 車軸配置変更改造                           | 車軸配置変更改造                           | 車軸配置変更改造                           | 軸重軽減改造                               | 軸重軽減改造                               | 軸重軽減改造                               |
| 形式                                       | 改造後番号                                 | 改造前番号                                 | 改造所                                     | 竣工日                                     | 竣工日                                     | 改造所                                     | 出場日                                     | 出場日                                     |
| ------------------------------------------ | ------------------------------------------ | ------------------------------------------ | ------------------------------------------ | ------------------------------------------ | ------------------------------------------ | ------------------------------------------ | ------------------------------------------ | ------------------------------------------ |
| D62形                                      | D62 1                                      | D52 368                                    | 浜松工場                                   | 1950年                                     | 3月1日                                     | 郡山工場                                   | 1959年                                     | 11月6日                                    |
| D62形                                      | D62 2                                      | D52 448                                    | 浜松工場                                   | 1950年                                     | 3月7日                                     | 郡山工場                                   | 1959年                                     | 10月27日                                   |
| D62形                                      | D62 3                                      | D52 401                                    | 浜松工場                                   | 1950年                                     | 3月13日                                    | 郡山工場                                   | 1959年                                     | 9月15日                                    |
| D62形                                      | D62 4                                      | D52 450                                    | 浜松工場                                   | 1950年                                     | 3月22日                                    | 郡山工場                                   | 1959年                                     | 11月23日                                   |
| D62形                                      | D62 5                                      | D52 449                                    | 浜松工場                                   | 1950年                                     | 3月30日                                    | 郡山工場                                   | 1959年                                     | 9月2日                                     |
| D62形                                      | D62 6                                      | D52 42                                     | 浜松工場                                   | 1950年                                     | 8月24日                                    | 郡山工場                                   | 1959年                                     | 11月26日                                   |
| D62形                                      | D62 7                                      | D52 344                                    | 浜松工場                                   | 1950年                                     | 9月1日                                     | 郡山工場                                   | 1959年                                     | 10月1日                                    |
| D62形                                      | D62 8                                      | D52 336                                    | 浜松工場                                   | 1950年                                     | 9月18日                                    | 鷹取工場                                   | 1958年                                     | 12月13日                                   |
| D62形                                      | D62 9                                      | D52 94                                     | 浜松工場                                   | 1950年                                     | 10月5日                                    | 郡山工場                                   | 1959年                                     | 9月3日                                     |
| D62形                                      | D62 10                                     | D52 132                                    | 浜松工場                                   | 1950年                                     | 10月24日                                   | 郡山工場                                   | 1959年                                     | 12月2日                                    |
| D62形                                      | D62 11                                     | D52 337                                    | 浜松工場                                   | 1950年                                     | 11月6日                                    | 郡山工場                                   | 1959年                                     | 11月8日                                    |
| D62形                                      | D62 12                                     | D52 397                                    | 浜松工場                                   | 1950年                                     | 11月20日                                   | 郡山工場                                   | 1959年                                     | 11月26日                                   |
| D62形                                      | D62 13                                     | D52 211                                    | 浜松工場                                   | 1950年                                     | 12月7日                                    | 郡山工場                                   | 1959年                                     | 10月31日                                   |
| D62形                                      | D62 14                                     | D52 334                                    | 浜松工場                                   | 1950年                                     | 12月19日                                   | 郡山工場                                   | 1959年                                     | 9月27日                                    |
| D62形                                      | D62 15                                     | D52 377                                    | 浜松工場                                   | 1951年                                     | 1月9日                                     | 郡山工場                                   | 1959年                                     | 9月15日                                    |
| D62形                                      | D62 16                                     | D52 338                                    | 浜松工場                                   | 1951年                                     | 1月19日                                    | 郡山工場                                   | 1959年                                     | 10月21日                                   |
| D62形                                      | D62 17                                     | D52 343                                    | 浜松工場                                   | 1951年                                     | 2月5日                                     | 郡山工場                                   | 1959年                                     | 11月29日                                   |
| D62形                                      | D62 18                                     | D52 360                                    | 浜松工場                                   | 1951年                                     | 2月15日                                    | 郡山工場                                   | 1959年                                     | 10月5日                                    |
| D62形                                      | D62 19                                     | D52 339                                    | 浜松工場                                   | 1951年                                     | 3月5日                                     | 郡山工場                                   | 1959年                                     | 12月25日                                   |
| D62形                                      | D62 20                                     | D52 462                                    | 浜松工場                                   | 1951年                                     | 3月19日                                    | 郡山工場                                   | 1959年                                     | 9月9日                                     |

### 装備改造
1947、48年度予算による「戦時設計機関車装備改造」や1948年度以降のC62形化改造、1950年度のD62形化改造に引続き、D62形・C62形へ改造した70両と状態不良等で廃車となった55両を除いた160両のうち148両に対し、1951年度から「D52形装備改造」の名称で改造工事を実施している。装備改造はD62形の整備内容に準じたもので、浜松工場、鷹取工場ならびに広島工場で実施された。この装備改造によって全面的に標準設計に復元されるとともに、保守取扱も容易な日本最強の貨物用機関車となっている。装備改造の主な内容は以下の通りであるが、一方で戦時設計でも長期使用に耐えると判断された炭水車の台車や鋳鉄製車輪、主連棒のビッグエンドの丸ブッシュなどは引続きそのまま使用されたほか、この装備改造により、機関車本体の重心高は1660 mmから1668 mmになっている。
- 自動給炭機の装備。
- ブラストノズルへの吐出加減装置の装備。
- 炭水車の車端耐荷重に対する強度増大。
- 給水加熱器の位置変更。
- 炭庫の本設計復元。
- 蒸気溜・砂箱カバーの本設計復元。
- 木部の鋼製化など代用材料の本設計復元。

一方、装備改造から外れた13両 (D52 12, 96, 126, 131, 146, 216, 222, 340, 417-419, 456, 460号機) は、給水加熱器の移設と除煙板や歩み板、石炭庫側板などの木製部を鋼板製への交換程度の改造のみで、自動給炭機も装備しておらず、角型のドームを残すなど戦時型の形態を残した通称準装備改造となっており、その多くは瀬野機関区に配置されて瀬野八の後部補機運用に使用された。また、1950年から数次に渡って順次改造を実施して装備改造機相当となったD52 335号機のような事例や、給水加熱器の位置変更のみ先行して実施されたD52 13号機のような事例も見られるほか、瀬野機関区で補機専用として運用されるため、装備改造実施済みながら自動給炭機を装備しないD52 100号機のような事例もあった。
自動給炭機は南満洲鉄道では1921年の試用の後、ミカニ型以降の大型機に搭載され、日本においては1948年5月に発動機製造製のHT形のもの3台が製造されてC62 2-3号機に搭載されたのが最初となっており、以降は給炭機部分を発動機製造、機関部を汽車製造を担当した本省基本形がC61形、C62形に搭載されている。本形式ではC62形と異なり機関部が機関車側ではなく炭水車側に搭載されているほか、搭載に際しては、給炭用コンベアを避けるために運転室床板の中央部を205 mm嵩上げして中央部が1段低い2段であった床面がほぼ平面となり、これに伴い乗降口のクリアランス確保のために運転室屋根後部を切上げて幅も若干狭くなっているほか、床面を一部切取ったため後台枠から運転室への支持材が追加されており、また、機関車本体と炭水車間が100 mm延長されて機関車全長が21105 mmとなっている。
ボイラー台内部に設置された本形式の給水加熱器は場所的に保守点検が困難であったため、D51形と同様に煙室上部煙突前部に移設されて煙突が50 mm後方へ移設されており、あわせて燃焼室とシリンダーの間に排気つなぎ管が追加されている。また、ブラストノズルへの吐出加減装置は1950年にボイラーの燃焼機構の改良策として試験されたもので、C61形から搭載されたものであり、自動給炭機により粉砕された粉炭による火床詰まりに起因する通風不良への対応としてC61, 62形およびD52, D62形に装備されている。この装置は吐出管内中央部に設置した、先端が水滴形の加減棒を上下に動かすことで吐出口径を加減するものとなっており、C61形、C62形では煙室横部のレバーで加減棒を操作するものであったが、本形式およびD62形のものは運転室内助士席側に設置されたハンドルで操作が可能なものとなっている。動力火格子装置はD62形で好成績であった、蒸気分配弁を回転滑り弁からピストンバルブに変更し、揺シリンダー径を140 mmとしたものとしており、火格子は自動給炭機を装備したことから、構造の簡易化のため前後左右の4分割からC62形やD62形と同じ左右2分割のものに変更されている。
炭水車は前後の台枠鋳物を撤去して全長に渡る鋼材組立式の台枠に置換えて車端耐荷重に対する強度を増大しており、水タンクの一部を仕切って自動給炭機を搭載して前部にその機関部を設置したほか、炭庫の鋼製化を実施して形式が10-22AS形となっているが、装備改装前に炭庫の鋼製化を実施していたものの中には炭庫側面の高さが高く、後部だけでなく前端部にも欠き取りがある機体がある。一方でベッテンドルフ式の炭水車台車はタイヤ摩耗時の高さ調整作業が難しく、改造方の要望があったものの改造が困難であり、長期使用に耐えるとされたため引続きそのまま使用されているが、枕ばねの重ね板ばねが3組並列のものは2組並列のものに改造されている。
本形式の丸ブッシュ式の主連棒ビッグエンドは戦後には調整式の角ブッシュ式への改造の要望があり、本形式からD62形への改造の際には角ブッシュ式に改造されて主動輪のバランスウェイトに鉛を充填しているが、本形式の装備改造に際しては丸ブッシュ式のままとされている。これは当時、1950年から実施された本形式での主連棒のビッグエンドに浮動ブッシュを試用する試験において良質のグリースを使用した場合には良好な結果が得られており、将来浮動ブッシュ式に改造する際には丸ブッシュ式からの方が改造が容易であったことと、主連棒ビッグエンドには在来の割ブッシュから一体ブッシュが使用されるようになっており、この一体ブッシュは摩耗時にはホワイトメタルを盛替えるものであるため、角ブッシュ式におけるクサビ調整が不要になったため、丸ブッシュ式のままでよくなったことによるものである。
施工年度・実施工場ごとの番号は下表のとおり。
| D52形装備改造一覧 （一部推測を含む、()内は準装備改造） | D52形装備改造一覧 （一部推測を含む、()内は準装備改造） | D52形装備改造一覧 （一部推測を含む、()内は準装備改造） | D52形装備改造一覧 （一部推測を含む、()内は準装備改造）                    | D52形装備改造一覧 （一部推測を含む、()内は準装備改造） | D52形装備改造一覧 （一部推測を含む、()内は準装備改造） | D52形装備改造一覧 （一部推測を含む、()内は準装備改造）   | D52形装備改造一覧 （一部推測を含む、()内は準装備改造） | D52形装備改造一覧 （一部推測を含む、()内は準装備改造） |
| 年度                                                   | 年度                                                   | 改造所 | 改造所                                                                    | 改造所                                                 | 改造所                                                 | 改造所                                                   | 合計 | 合計                                                   |
| 年度                                                   | 年度                                                   | 浜松工場 | 鷹取工場                                                                  | 広島工場                                               | 大宮工場                                               | 不明                                                     | 番号 | 両数                                                   |
| ------------------------------------------------------ | ------------------------------------------------------ | --- | ------------------------------------------------------------------------- | ------------------------------------------------------ | ------------------------------------------------------ | -------------------------------------------------------- | --- | ------------------------------------------------------ |
| 1950年度                                               | 1950年度                                               | D52 234 335 (D52 12) |                                                                           |                                                        |                                                        |                                                          | D52 234, 335 (D52 12) | 2+(1)両                                                |
| 1951年度                                               | 1951年度                                               | D52 43, 54-58, 68 115, 122 201, 203-204, 213-214, 217-219, 223, 228 342, 348, 361-363, 379, 383 404-406, 408, 415-416, 459 | D52 144, 148-149 224 365, 372-373                                         | D52 135 (D52 418)                                      |                                                        | D52 142 225                                              | D52 43, 54-58, 68 115, 122, 135, 142, 144, 148-149 201, 203-204, 213-214, 217-219, 223-225, 228 342, 348, 361-363, 365, 372-373, 379, 383 404-406, 408, 415-416, 459 (D52 418) | 43+(1)両                                               |
| 1952年度                                               | 1952年度                                               | D52 1, 14, 44-45, 48, 50, 53, 60-61, 71, 81 117, 125, 128, 130, 136-137, 139, 199 229, 232, 235-236 376, 378, 382, 384, 393, 398 400, 403, 414, 420-421, 444, 452-453、457, 463, 466-468 | D52 24 109, 138                                                           | D52 143 (D52 96, 222)                                  | (D52 417, 419)                                         | D52 200, 210 (D52 126, 146 216 340 456, 460)             | D52 1, 14, 24, 44-45, 48, 50, 53, 60-61, 71, 81 109, 117, 125, 128, 130, 136-139, 143, 199-200 210, 229, 232, 235-236 376, 378, 382, 384, 393, 398 400, 403, 414, 420-421, 444, 452-453、457, 463, 466-468 (D52 96, 126, 146, 216, 222, 340, 417, 419, 456, 460) | 48+(10)両                                              |
| 1953年度                                               | 1953年度                                               | D52 3, 4, 6, 10-11, 15, 28-29, 33 62, 70, 75-76, 86、92, 98-101 105, 124, 140 341, 354, | D52 32 102, 108, 134, 198 369                                             |                                                        | (D52 131)                                              |                                                          | D52 3, 4, 6, 10-11, 15, 28-29, 32-33 62, 70, 75-76, 86, 92, 98-102 105, 108, 124, 134, 140, 198 341, 354, 369 (D52 131) | 31+(1)両                                               |
| 1954年度                                               | 1954年度                                               | D52 13, 31, 41, 79 118, 123, 129, 133 333, 370, 396 402, 422-423, |                                                                           |                                                        |                                                        |                                                          | D52 13, 31, 41, 79 118, 123, 129, 133 333, 370, 396 402, 422-423, | 14両                                                   |
| 1955年度                                               | 1955年度                                               | D52 2, 52, 72 237 |                                                                           |                                                        |                                                        | D52 89                                                   | D52 2, 52, 72, 89, 237 | 5両                                                    |
| 1956年度                                               | 1956年度                                               | D52 454 |                                                                           |                                                        |                                                        |                                                          | D52 454 | 1両                                                    |
| 不明                                                   | 不明                                                   | |                                                                           |                                                        |                                                        | D52 202 355 455                                          | D52 202 355 455 | 3両                                                    |
| 計                                                     | 両数                                                   | 121+(1)両 | 16両                                                                      | 2+(3)両                                                | (3)両                                                  | 8+(6)両                                                  | D52 1-4, 6, 10-11, 13-15, 24, 28-29, 31-33, 41, 43-45, 48 50, 52-58, 60-62, 68, 70-72, 75-76, 79, 81, 86, 89, 92, 98-102 105, 108-109, 115, 117-118, 122-125 128-130, 133-140, 142-144, 148-149, 198-204 210, 213-214, 217-219, 223-225, 228-229, 232, 234-237 333, 335, 341-342, 348, 354-355, 361-363, 365 369-370, 372-373, 376, 378-379, 382-384, 393, 396, 398 400, 402-406, 408, 414-416, 420-423, 444 452-455、457, 459, 463, 466-468 (D52 12, 96, 126, 131, 146, 216, 222, 340, 417-419, 456, 460) | 147+(13)両                                             |
| 計                                                     | 番号                                                   | D52 1-4, 6, 10-11, 13-15, 28-29, 31, 33, 41, 43-45, 48 50, 52-58, 60-62, 68, 70-72, 75-76, 79, 81, 86, 92, 98-101 105, 115, 117-118, 122-123, 124-125 128-129, 130, 133, 136-137, 139-140, 199 201, 203-204, 213-214, 217-219, 223, 228-229, 232, 234-237 333, 335, 341-342, 348, 354, 361-363 370, 376, 378, 379, 382-384, 393, 396, 398 400, 402-406, 408, 414-416, 420-423, 444 452-454, 457, 459, 463, 466-468 (D52 12) | D52 24, 32 102, 108-109, 134 138, 144, 148-149, 198 224 365, 369, 372-373 | D52 135, 143 (D52 96, 222, 418)                        | (D52 131 417, 419)                                     | D52 89 142 200, 210, 225 (D52 126, 146 216 340 456, 460) | D52 1-4, 6, 10-11, 13-15, 24, 28-29, 31-33, 41, 43-45, 48 50, 52-58, 60-62, 68, 70-72, 75-76, 79, 81, 86, 89, 92, 98-102 105, 108-109, 115, 117-118, 122-125 128-130, 133-140, 142-144, 148-149, 198-204 210, 213-214, 217-219, 223-225, 228-229, 232, 234-237 333, 335, 341-342, 348, 354-355, 361-363, 365 369-370, 372-373, 376, 378-379, 382-384, 393, 396, 398 400, 402-406, 408, 414-416, 420-423, 444 452-455、457, 459, 463, 466-468 (D52 12, 96, 126, 131, 146, 216, 222, 340, 417-419, 456, 460) | 147+(13)両                                             |
| 1.                                                     |                                                        | |                                                                           |                                                        |                                                        |                                                          | |                                                        |

### その他の改造
装備改造機は当初の設計どおりの性能を発揮できるようになり、ボイラーは戦時中製造のものを検査・修繕を実施しながら引続き使用していたが、1954年にD52 365号機のボイラーの火室左肩部が破裂する事故が発生し、1948年にはD51 1140号機でもボイラー破裂事故が発生していたことから、本形式やD51形、D62形・C62形を中心に、戦中戦後に製造された蒸気機関車のボイラー再検査を実施し、翌1955年から新造ボイラーへの交換が行われ、甲缶に準じたボイラーが搭載されている。
施工年度・実施工場ごとの番号は下表のとおり。
| D52形ボイラー交換一覧 | D52形ボイラー交換一覧 | D52形ボイラー交換一覧      | D52形ボイラー交換一覧 | D52形ボイラー交換一覧 | D52形ボイラー交換一覧 | D52形ボイラー交換一覧 | D52形ボイラー交換一覧 | D52形ボイラー交換一覧 |
| 年度                  | 年度                  | 改造所                     | 改造所 | 改造所 | 改造所                | 改造所                | 合計 | 合計                  |
| 年度                  | 年度                  | 浜松工場                   | 鷹取工場 | 広島工場 | 小倉工場              | 苗穂工場              | 番号 | 両数                  |
| --------------------- | --------------------- | -------------------------- | --- | --- | --------------------- | --------------------- | --- | --------------------- |
| 1955年度              | 1955年度              |                            | D52 105, 138 210 384 | D52 6 |                       |                       | D52 6 105, 138 210 384 | 5両                   |
| 1956年度              | 1956年度              | D52 335-336                | D52 32, 42 134 334 | D52 44, 53 133, 135, 143 219, 228 342, 348 463, 466                                                                          |                       |                       | D52 32, 42, 44, 53 133-135, 143 219, 228 334-336 342, 348 463, 466 | 17両                  |
| 1957年度              | 1957年度              |                            | D52 55 132, 136 223, 235 368, 383, 393 401, 423, 449-450                                                                                | D52 24, 61, 86 109, 128 333 420                                                                                              | D52 79 396            |                       | D52 24, 55, 61, 79, 86 109, 128, 132, 136 223, 235 333, 368, 383, 393, 396 401, 420, 423, 449-450 | 21両                  |
| 1958年度              | 1958年度              | D52 70, 72 142 403         | D52 29, 54 102, 148 204 337, 360, 397 448                                                                                               | D52 1, 50, 75-76, 99 124 406, 408, 453                                                                                       | D52 415               |                       | D52 1, 29, 50, 54, 70, 72, 75-76, 99 102, 124, 148 204 337, 360, 397 406, 408, 448, 453 | 23両                  |
| 1959年度              | 1959年度              |                            | D52 404 | |                       |                       | D52 404 | 1両                   |
| 1964年度              | 1964年度              |                            | | |                       | D52 140               | D52 140 | 1両                   |
| 計                    | 両数                  | 6両                        | 30両 | 28両 | 3両                   | 1両                   | D52 1, 6, 24, 29, 32, 42, 44, 50, 53-55, 61, 70, 72, 75-76, 79, 86, 99 102, 105, 109, 124, 128, 132-136, 138, 140, 143, 148 204, 210, 219, 223, 228, 235 333-337, 342, 348, 360, 368, 383-384. 393, 396-397 401, 404, 406, 408, 420, 423, 448-450, 453, 463, 466 | 68両                  |
| 計                    | 番号                  | D52 70, 72 142 335-336 403 | D52 29, 32, 42, 54-55 102, 105, 132, 134, 136, 138, 148 204, 210, 223, 235 334, 337, 360, 368, 383-384, 393, 397 401, 404, 423, 448-450 | D52 1, 6, 24, 44, 50, 53, 61, 75-76, 86, 99 109, 124, 128, 133, 135, 143 219, 228 333, 342, 348 406, 408, 420, 453, 463, 466 | D52 79 396 415        | D52 140               | D52 1, 6, 24, 29, 32, 42, 44, 50, 53-55, 61, 70, 72, 75-76, 79, 86, 99 102, 105, 109, 124, 128, 132-136, 138, 140, 143, 148 204, 210, 219, 223, 228, 235 333-337, 342, 348, 360, 368, 383-384. 393, 396-397 401, 404, 406, 408, 420, 423, 448-450, 453, 463, 466 | 68両                  |
|                       |                       |                            | | |                       |                       | |                       |

電化まで九州で使用されていた6両のうちD52 333号機は本形式で唯一小倉工場式切取除煙板を装備した機体であるが、改造当初は除煙板下縁部が歩み板に接する形状であった。一方、残る5両（D52 79, 379, 396, 415, 451号機）は除煙板の前半部下部を斜めに切除した形態となっており、これは前部デッキに添乗する誘導員の足場確保を目的としたものと推測されている。また、岡山機関区や糸崎機関区に配置された機体（D52 28, 32, 89, 102, 203, 354, 418, 466号機など）や五稜郭機関区に配置されたD52 204号機といった除煙板の前端を短く切除した機体も、同様に誘導員の足場確保を目的としたものと推測されている
1960年以降に北海道に配置された機体のうち13両は苗穂工場で耐寒仕様機への改造を実施しており、その主な内容は以下の通りであるが、機体によって詳細は異なる。
- 運転室正面窓への旋回窓の設置、窓横部へのツララ除けの設置
- 運転室側面窓へのバタフライスクリーンの設置
- 運転室後部への防寒カーテンの設置
- 配管類への防寒カバーの設置
- 凍結防止のため、清缶剤投入装置の撤去
- 炭水車の水タンク保温のため、空気圧縮器の排気を炭水車へ導く配管を設置
- 速度計の速度検出軸を従輪から第4動輪へ変更。

さらにD52 56, 136, 201, 235号機の4両は運転室を密閉式運転室に改造している。密閉式運転室への改造に当たっては運転室背面に妻板を、側面に乗降扉を設置しているほか、炭水車前部端面を平面から3面折妻として曲線通過時の運転室との接触を回避している。また、本形式の運転室は幅がC62形やD51形などの2800 mmより広い2900 mmであるため、扉の把手や手摺が車両限界（2950 mm）を超えないよう乗降扉を側面から47 mm奥まった位置に設置している。
吹田第一機関区に配置されて東海道本線の東山トンネルおよび逢坂山トンネルを通過する運用に使用される本形式の計34両にはD62形13両とともに鷹取式集煙装置が装備されている。1953年にまず吹田機関区でD52 142号機に試作型のものが、次に1954年に鷹取式の試作型のものがD52 229号機にそれぞれ装備され、試作型の開閉機構は電車用の戸閉機械を転用したものであった。その後1955年から装備された鷹取式の集煙装置は多度津式のものから発展した空気作動式で、本形式とD62形のほか、D51形、D60形、C57形、C58形に装備されており、開閉機構には多度津工場製の専用のものが装備されている。
国府津機関区および沼津機関区に配置されて御殿場線で運用されていた機体は転車台のない途中駅折返しの列車をバック運転で運行するため、通常は第1 - 3動輪の前方に設置されていた砂撒管がバック運転時にも対応できるよう第2  - 3動輪の前方と第3動輪の後方に設置されるように改造されていた。
瀬野機関区に配置されて山陽本線の瀬野 - 八本松で補助機関車として運用されていた機体は、1951年以降八本松駅を通過する列車は後補機の走行開放を行うこととなったため、前部端梁にドレン弁作用シリンダーを転用した連結器の解放テコ作用シリンダーを設置して遠隔操作を可能としてい。この連結器自動解放装置は瀬野機関区が開発したもので、運転室内のコック操作によって圧縮空気により解放テコを押し上げるとともに、シリンダの動作状態を運転室の解錠指示器で表示する仕組みとなっている。
広島工場では運転室特別整備として、運転室内の採光改善のための側面窓の拡大改造をD52 45, 125, 135, 348, 444, 467号機の6両に実施をしている。改造内容はC59形などに実施されたものと同様のもので、側面前方に縦長の固定窓を、その後方に原型のものより若干幅が狭く天地寸法の大きい開閉窓を設置したもので、開閉窓は2枚引窓で固定窓部裏側に引込まれる構造となっている。

## 主要諸元
| D52形主要諸元一覧 | D52形主要諸元一覧       | D52形主要諸元一覧       | D52形主要諸元一覧           | D52形主要諸元一覧       | D52形主要諸元一覧           | D52形主要諸元一覧       | D52形主要諸元一覧           | D52形主要諸元一覧       |
| 形式              | 形式                    | 形式                    | D52形                       | D52形                   | D52形                       | D52形                   | （参考）D62形               | （参考）D62形           |
| 種別              | 種別                    | 種別                    | 原形                        | 原形                    | 装備改造                    | 装備改造                | 重量型                      | 重量型                  |
| ボイラー区分      | ボイラー区分            | ボイラー区分            | ボイラー甲・乙 （燃焼室甲） | ボイラー丙 （燃焼室乙） | ボイラー甲・乙 （燃焼室甲） | ボイラー丙 （燃焼室乙） | ボイラー甲・乙 （燃焼室甲） | ボイラー丙 （燃焼室乙） |
| ----------------- | ----------------------- | ----------------------- | --------------------------- | ----------------------- | --------------------------- | ----------------------- | --------------------------- | ----------------------- |
| 寸法              | 軌間                    | 軌間                    | 1067 mm                     | 1067 mm                 | 1067 mm                     | 1067 mm                 | 1067 mm                     | 1067 mm                 |
| 寸法              | 全長                    | 全長                    | 21005 mm                    | 21005 mm                | 21105 mm                    | 21105 mm                | 21105 mm                    | 21105 mm                |
| 寸法              | 全高                    | 全高                    | 3982 mm                     | 3982 mm                 | 3982 mm                     | 3982 mm                 | 3982 mm                     | 3982 mm                 |
| 寸法              | 固定軸距                | 固定軸距                | 4650 mm                     | 4650 mm                 | 4650 mm                     | 4650 mm                 | 4650 mm                     | 4650 mm                 |
| 寸法              | 動輪径                  | 動輪径                  | 1400 mm                     | 1400 mm                 | 1400 mm                     | 1400 mm                 | 1400 mm                     | 1400 mm                 |
| 寸法              | 先輪径                  | 先輪径                  | 860 mm                      | 860 mm                  | 860 mm                      | 860 mm                  | 860 mm                      | 860 mm                  |
| 寸法              | 従輪径                  | 従輪径                  | 860 mm                      | 860 mm                  | 860 mm                      | 860 mm                  | 860 mm                      | 860 mm                  |
| 走行装置          | 軸配置                  | 軸配置                  | 1D1                         | 1D1                     | 1D1                         | 1D1                     | 1D2                         | 1D2                     |
| 走行装置          | シリンダ数              | シリンダ数              | 単式2気筒                   | 単式2気筒               | 単式2気筒                   | 単式2気筒               | 単式2気筒                   | 単式2気筒               |
| 走行装置          | 弁装置                  | 弁装置                  | ワルシャート式              | ワルシャート式          | ワルシャート式              | ワルシャート式          | ワルシャート式              | ワルシャート式          |
| 走行装置          | シリンダ（径×行程）     | シリンダ（径×行程）     | 550 mm × 660 mm             | 550 mm × 660 mm         | 550 mm × 660 mm             | 550 mm × 660 mm         | 550 mm × 660 mm             | 550 mm × 660 mm         |
| 走行装置          | 先台車形式              | 先台車形式              | LT128                       | LT128                   | LT128                       | LT128                   | LT128                       | LT128                   |
| 走行装置          | 従台車形式              | 従台車形式              | LT157A/LT157B               | LT157A/LT157B           | LT157A/LT157B               | LT157A/LT157B           | LT254                       | LT254                   |
| ボイラー          | ボイラー中心高          | ボイラー中心高          | 2550 mm                     | 2550 mm                 | 2550 mm                     | 2550 mm                 | 2550 mm                     | 2550 mm                 |
| ボイラー          | ボイラー内径（第2缶胴） | ボイラー内径（第2缶胴） | 1846 mm                     | 1846 mm                 | 1846 mm                     | 1846 mm                 | 1846 mm                     | 1846 mm                 |
| ボイラー          | ボイラー圧力            | ボイラー圧力            | 1.57 MPa                    | 1.57 MPa                | 1.57 MPa                    | 1.57 MPa                | 1.57 MPa                    | 1.57 MPa                |
| ボイラー          | ボイラー水容量          | ボイラー水容量          | 9.6 m3                      | 9.5 m3                  | 9.6 m3                      | 9.5 m3                  | 9.6 m3                      | 9.5 m3                  |
| ボイラー          | 大煙管（径×長×本数）    | 大煙管（径×長×本数）    | 140 mm × 5500 mm × 35本     | 140 mm × 5500 mm × 35本 | 140 mm × 5500 mm × 35本     | 140 mm × 5500 mm × 35本 | 140 mm × 5500 mm × 35本     | 140 mm × 5500 mm × 35本 |
| ボイラー          | 小煙管（径×長×本数）    | 小煙管（径×長×本数）    | 57 mm × 5500 mm × 94本      | 57 mm × 5500 mm × 94本  | 57 mm × 5500 mm × 94本      | 57 mm × 5500 mm × 94本  | 57 mm × 5500 mm × 94本      | 57 mm × 5500 mm × 94本  |
| ボイラー          | 火格子面積              | 火格子面積              | 3.85 m2                     | 3.85 m2                 | 3.85 m2                     | 3.85 m2                 | 3.85 m2                     | 3.85 m2                 |
| ボイラー          | 過熱伝熱面積            | 過熱伝熱面積            | 77.4 m2                     | 77.4 m2                 | 77.4 m2                     | 77.4 m2                 | 77.4 m2                     | 77.4 m2                 |
| ボイラー          | 全蒸発伝熱面積          | 全蒸発伝熱面積          | 167.5 m2                    | 167.1 m2                | 167.5 m2                    | 167.1 m2                | 167.5 m2                    | 167.1 m2                |
| ボイラー          | 煙管蒸発伝熱面積        | 煙管蒸発伝熱面積        | 147.4 m2                    | 147.4 m2                | 147.4 m2                    | 147.4 m2                | 147.4 m2                    | 147.4 m2                |
| ボイラー          | 火室伝熱面積            | 火室伝熱面積            | 17.9 m2                     | 17.5 m2                 | 17.9 m2                     | 17.5 m2                 | 17.9 m2                     | 17.5 m2                 |
| ボイラー          | アーチ管伝熱面積        | アーチ管伝熱面積        | 2.2 m2                      | 2.2 m2                  | 2.2 m2                      | 2.2 m2                  | 2.2 m2                      | 2.2 m2                  |
| ボイラー          | 煙管伝熱面積            | 煙管伝熱面積            | 147.7 m2                    | 147.7 m2                | 147.7 m2                    | 147.7 m2                | 147.7 m2                    | 147.7 m2                |
| ボイラー          | 全伝熱面積              | 全伝熱面積              | 224.9 m2                    | 224.5 m2                | 224.9 m2                    | 224.5 m2                | 224.9 m2                    | 224.5 m2                |
| 運転整備重量      | 機関車重量              | 機関車重量              | 84.50 t                     | 84.30 t                 | 85.13 t                     | 85.13 t                 | 87.74 t                     | 87.74 t                 |
| 運転整備重量      | 動輪上重量              | 動輪上重量              | 64.75 t                     | 64.60 t                 | 66.29 t                     | 66.29 t                 | 64.33 t                     | 64.33 t                 |
| 運転整備重量      | 炭水車重量              | 炭水車重量              | 54.10 t                     | 54.10 t                 | 51.76 t                     | 51.76 t                 | 51.76 t                     | 51.76 t                 |
| 運転整備重量      | 総重量                  | 総重量                  | 138.60 t                    | 138.40t                 | 136.89 t                    | 136.89 t                | 139.50 t                    | 139.50 t                |
| 運転整備重量      | 軸重                    | 先輪                    | 7.35 t                      | 7.30 t                  | 7.15 t                      | 7.15 t                  | 9.31 t                      | 9.31 t                  |
| 運転整備重量      | 軸重                    | 第1動輪                 | 16.16 t                     | 16.02 t                 | 15.70 t                     | 15.70 t                 | 16.04 t                     | 16.04 t                 |
| 運転整備重量      | 軸重                    | 第2動輪                 | 16.28 t                     | 16.28 t                 | 16.63 t                     | 16.63 t                 | 16.15 t                     | 16.15 t                 |
| 運転整備重量      | 軸重                    | 第3動輪                 | 16.24 t                     | 16.24 t                 | 16.56 t                     | 16.56 t                 | 16.22 t                     | 16.22 t                 |
| 運転整備重量      | 軸重                    | 第4動輪                 | 16.07 t                     | 16.06 t                 | 16.40 t                     | 16.40 t                 | 15.92 t                     | 15.92 t                 |
| 運転整備重量      | 軸重                    | 従輪                    | 12.40 t                     | 12.40 t                 | 12.69 t                     | 12.69 t                 | 各8.05 t                    | 各8.05 t                |
| 運転整備重量      | 軸重                    | 炭水車第1輪             | 12.30 t                     | 12.30 t                 | 12.04 t                     | 12.04 t                 | 12.04 t                     | 12.04 t                 |
| 運転整備重量      | 軸重                    | 炭水車第2輪             | 12.30 t                     | 12.30 t                 | 12.04 t                     | 12.04 t                 | 12.04 t                     | 12.04 t                 |
| 運転整備重量      | 軸重                    | 炭水車第3輪             | 14.75 t                     | 14.75 t                 | 13.84 t                     | 13.84 t                 | 13.84 t                     | 13.84 t                 |
| 運転整備重量      | 軸重                    | 炭水車第4輪             | 14.75 t                     | 14.75 t                 | 13.84 t                     | 13.84 t                 | 13.84 t                     | 13.84 t                 |
| 空車重量          | 機関車重量              | 機関車重量              | 73.90 t                     | 73.75 t                 | 74.42 t                     | 74.42 t                 | 77.03ｔ                     | 77.03ｔ                 |
| 空車重量          | 動輪上重量              | 動輪上重量              | 56.43 t                     | 56.32 t                 | 56.95 t                     | 56.95 t                 | 56.46 t                     | 56.46 t                 |
| 空車重量          | 炭水車重量              | 炭水車重量              | 17.10 t                     | 17.10 t                 | 19.74 t                     | 19.74 t                 | 19.74 t                     | 19.74 t                 |
| 空車重量          | 総重量                  | 総重量                  | 91.00 t                     | 90.85 t                 | 94.16 t                     | 94.16 t                 | 94.16 t                     | 94.16 t                 |
| 空車重量          | 軸重                    | 先輪                    | 7.21 t                      | 7.17 t                  | 6.84 t                      | 6.84 t                  | 6.84 t                      | 6.84 t                  |
| 空車重量          | 軸重                    | 第1動輪                 | 15.78 t                     | 15.70 t                 | 14.99 t                     | 14.99 t                 | 14.99 t                     | 14.99 t                 |
| 空車重量          | 軸重                    | 第2動輪                 | 13.54 t                     | 13.53 t                 | 13.99 t                     | 13.99 t                 | 13.99 t                     | 13.99 t                 |
| 空車重量          | 軸重                    | 第3動輪                 | 13.79 t                     | 13.78 t                 | 14.21 t                     | 14.21 t                 | 14.21 t                     | 14.21 t                 |
| 空車重量          | 軸重                    | 第4動輪                 | 13.32 t                     | 13.31 t                 | 13.76 t                     | 13.76 t                 | 13.76 t                     | 13.76 t                 |
| 空車重量          | 軸重                    | 従輪                    | 10.26 t                     | 10.26 t                 | 10.63 t                     | 10.63 t                 | 10.63 t                     | 10.63 t                 |
| 空車重量          | 軸重                    | 炭水車第1輪             | 4.21 t                      | 4.21 t                  | 5.47 t                      | 5.47 t                  | 5.47 t                      | 5.47 t                  |
| 空車重量          | 軸重                    | 炭水車第2輪             | 4.21 t                      | 4.21 t                  | 5.47 t                      | 5.47 t                  | 5.47 t                      | 5.47 t                  |
| 空車重量          | 軸重                    | 炭水車第3輪             | 4.34 t                      | 4.34 t                  | 4.40 t                      | 4.40 t                  | 4.40 t                      | 4.40 t                  |
| 空車重量          | 軸重                    | 炭水車第4輪             | 4.34 t                      | 4.34 t                  | 4.40 t                      | 4.40 t                  | 4.40 t                      | 4.40 t                  |
| 炭水車            | 炭水車形式              | 炭水車形式              | 12-25形                     | 12-25形                 | 10-22AS形                   | 10-22AS形               | 10-22AS形                   | 10-22AS形               |
| 炭水車            | 石炭搭載量              | 石炭搭載量              | 12.0 t                      | 12.0 t                  | 10.0 t                      | 10.0 t                  | 10.0 t                      | 10.0 t                  |
| 炭水車            | 水槽容量                | 水槽容量                | 25.0 m3                     | 25.0 m3                 | 22.0 m3                     | 22.0 m3                 | 22.0 m3                     | 22.0 m3                 |
| 制動装置          | 制動装置                | 制動装置                | ET6自動空気ブレーキ         | ET6自動空気ブレーキ     | ET6自動空気ブレーキ         | ET6自動空気ブレーキ     | ET6自動空気ブレーキ         | ET6自動空気ブレーキ     |
| 最高運転速度      | 最高運転速度            | 最高運転速度            | 85 km/h                     | 85 km/h                 | 85 km/h                     | 85 km/h                 | 85 km/h                     | 85 km/h                 |
| シリンダ引張力    | シリンダ引張力          | シリンダ引張力          | 190.1 kN                    | 190.1 kN                | 190.1 kN                    | 190.1 kN                | 190.1 kN                    | 190.1 kN                |
| 粘着引張力        | 粘着引張力              | 粘着引張力              | 158.7 kN                    | 158.3 kN                | 162.4 kN                    | 162.4 kN                | 157.6 kN                    | 157.6 kN                |
| 1. 2. 3. 4.       |                         |                         |                             |                         |                             |                         |                             |                         |

## 運用

### 戦時中の運用
本形式はまず東海道・山陽本線（沼津 - 下関間）沿線の機関区へ重点的に配置され、続いて函館・室蘭本線（函館 - 倶知安間および長万部 - 岩見沢間）での運用目的から北海道に配置されたほか、品鶴線・山手貨物線・東北貨物線（新鶴見操車場 - 大宮操車場間）用として関東地方にも投入された。
本形式の牽引定数は、1944年に行われたD52 1号機の性能試験の結果に基づいて一般貨物列車が19 km/hで1100 t、石炭列車が17 km/hで1200 t運転に設定され、東海道・山陽本線においても10 ‰勾配で1100 t、石炭列車は1200 tの列車を牽引するようになったが、大戦末期から終戦前後にかけての車両・線路の保守状況や炭質の低下のため列車の運行が乱れたため、運用上はD51形と同じ1牽引トン数（一般貨物列車で1000 t）に変更され、終戦直後の1945年10月には牽引定数が見直されて10 ‰勾配における牽引トン数が本形式・D51形ともに900 tに変更されている。この結果、この時期1200 t列車を牽引していたのはEF12形電気機関車のみであった。
なお、本形式の重要な用途でもある戦時輸送における石炭輸送列車用として、1943年から1946年にかけて戦時設計の30 t積、3軸無蓋車であるトキ900形が8209両製造されている。このトキ900形は当時製造されていた17t 積無蓋車のトラ6000形と全長は同じ9550 mmであるが、石炭等の積載荷重を30 tとするため、側面は高さ856 mmのあおり戸の上部に高さ638 mmの側板を追加した高さ1500 mmのものとし、妻板は最大高を1800 mm(トラ6000形はそれぞれ800mm、1100mm)とし、軸重を建設規定内に収めるため3軸としている。線路有効長460 m、機関車の牽引トン数1000 tの場合、トキ900形と35 t積2軸ボギー貨車の石炭列車の比較において、機関車1両の場合の積載量はトキ900形の列車で720 t（貨車24両）、2軸ボギー貨車の列車で665 t（貨車19両）、機関車を重連とした場合はトキ900形の列車で1220 t（貨車38両）、2軸ボギー貨車の場合で1330 t（貨車41両）となっており、製造時の所要資材量、工数ともに2軸ボギー車より大幅に少ないものとなっていた。
本形式が全機出揃った1946年3月末時点の配置は以下のとおりであるが、戦災や事故等により未稼働もしくは現車が存在しない機体も含まれる。
| D52形配置一覧（1946年3月末） | D52形配置一覧（1946年3月末） | D52形配置一覧（1946年3月末）                                                                       | D52形配置一覧（1946年3月末） | D52形配置一覧（1946年3月末） | D52形配置一覧（1946年3月末） | D52形配置一覧（1946年3月末） |
| 鉄道局                       | 機関区                       | 番号                                                                                               | 両数                         | 両数                         | 両数                         |                              |
| ---------------------------- | ---------------------------- | -------------------------------------------------------------------------------------------------- | ---------------------------- | ---------------------------- | ---------------------------- | ---------------------------- |
| 札幌鉄道局                   | 長万部機関区                 | D52 21, 31, 46-52, 94-97, 111-113, 146, 151-152, 205-208, 220-222, 345-348                         | 30両                         | 30両                         | 285両                        |                              |
| 東京鉄道局                   | 大宮機関区                   | D52 26, 131, 380-381, 402, 417-419                                                                 | 8両                          | 40両                         | 285両                        |                              |
| 東京鉄道局                   | 新鶴見機関区                 | D52 28, 70, 72, 78, 130, 235, 420-423                                                              | 10両                         | 40両                         | 285両                        |                              |
| 東京鉄道局                   | 国府津機関区                 | D52 2-3, 4, 5, 7, 8, 62, 234, 379, 382-384                                                         | 12両                         | 40両                         | 285両                        |                              |
| 東京鉄道局                   | 沼津機関区                   | D52 59-60, 61, 236-238, 465, 466-468                                                               | 10両                         | 40両                         | 285両                        |                              |
| 名古屋鉄道局                 | 静岡機関区                   | D52 204, 215, 217, 360, 403, 409-411                                                               | 8両                          | 73両                         | 285両                        |                              |
| 名古屋鉄道局                 | 浜松機関区                   | D52 53-58, 114-115, 211-214, 216, 218-219, 361-363                                                 | 18両                         | 73両                         | 285両                        |                              |
| 名古屋鉄道局                 | 稲沢機関区                   | D52 1, 9-14, 41-43, 99, 133-137, 139-140, 201-203, 336-338, 375-378, 414-415, 462                  | 31両                         | 73両                         | 285両                        |                              |
| 名古屋鉄道局                 | 米原機関区                   | D52 15, 44-45, 209, 210, 333-335, 339, 343-344, 404-405, 412-413, 416                              | 16両                         | 73両                         | 285両                        |                              |
| 大阪鉄道局                   | 梅小路機関区                 | D52 354, 356-359, 364-366, 368                                                                     | 9両                          | 80両                         | 285両                        |                              |
| 大阪鉄道局                   | 吹田機関区                   | D52 32-33, 102-109, 198-199, 223-233, 340-342, 353, 355, 406-407                                   | 30両                         | 80両                         | 285両                        |                              |
| 大阪鉄道局                   | 鷹取機関区                   | D52 89, 110, 138, 200, 393-395, 408                                                                | 8両                          | 80両                         | 285両                        |                              |
| 大阪鉄道局                   | 姫路機関区                   | D52 22-24, 29-30, 73, 74, 80-82, 83, 84-87, 90, 91, 92-93, 141-142, 147-149, 351-352, 367, 369-374 | 33両                         | 80両                         | 285両                        |                              |
| 広島鉄道局                   | 岡山機関区                   | D52 117, 119-121, 150, 445-447, 461                                                                | 9両                          | 62両                         | 285両                        |                              |
| 広島鉄道局                   | 糸崎機関区                   | D52 122, 144-145, 451-453, 460                                                                     | 7両                          | 62両                         | 285両                        |                              |
| 広島鉄道局                   | 広島第一機関区瀬野支区       | D52 123, 444, 449, 459                                                                             | 4両                          | 62両                         | 285両                        |                              |
| 広島鉄道局                   | 広島第一機関区               | D52 79, 98, 100, 116, 118, 124, 129, 396, 448, 450, 463-464                                        | 12両                         | 62両                         | 285両                        |                              |
| 広島鉄道局                   | 岩国機関区                   | D52 401, 443, 458                                                                                  | 3両                          | 62両                         | 285両                        |                              |
| 広島鉄道局                   | 小郡機関区                   | D52 75-77, 101, 125-127, 132, 143, 349-350, 397-400, 454-457                                       | 19両                         | 62両                         | 285両                        |                              |
| 広島鉄道局                   | 下関機関区                   | D52 6, 25, 27, 68-69, 71, 88, 128                                                                  | 8両                          | 62両                         | 285両                        |                              |
| 1. 2. 3. 4. 5. 6. 7. 8.      |                              | |                              |                              |                              |                              |

### 戦後の運用
東海道・山陽本線では状態不良から本形式はD51形とほぼ同一性能として運用されていたが、1949年5月の東海道線の浜松までの電化に合わせて原設計への復元整備を実施した本形式を名古屋鉄道局管内に集中配備し、D51形が950 tを牽引する区間で本形式が1100 tを牽引した。また、同年6月の夏季牽引定数制定の際に本形式にこれを適用して東海道本線浜松 - 稲沢操車場間の牽引トン数を1100 tから1200 tとし、EF12形・EF13形・EF15形による浜松以東の1200 t牽引と合わせて新鶴見操車場 - 稲沢操車場間で1200 t列車を運転し、同年末には新鶴操車場行として吹田操車場から4本、稲沢操車場から1本、浜松から2本、静岡から2本の計8本の上り列車を1200 tとした。その後1952年11月時点の東海道・山陽本線における貨物列車の牽引機および牽引トン数は以下の通り。
| 東海道・山陽本線貨物列車牽引トン数（1952年11月） | 東海道・山陽本線貨物列車牽引トン数（1952年11月） | 東海道・山陽本線貨物列車牽引トン数（1952年11月） | 東海道・山陽本線貨物列車牽引トン数（1952年11月） | 東海道・山陽本線貨物列車牽引トン数（1952年11月） | 東海道・山陽本線貨物列車牽引トン数（1952年11月） | 東海道・山陽本線貨物列車牽引トン数（1952年11月） | 東海道・山陽本線貨物列車牽引トン数（1952年11月） | 東海道・山陽本線貨物列車牽引トン数（1952年11月） | 東海道・山陽本線貨物列車牽引トン数（1952年11月） | 東海道・山陽本線貨物列車牽引トン数（1952年11月） |
| 区間 （勾配）                                    | 新鶴見操車場 - 稲沢操車場                        | 稲沢操車場 - 米原駅 （10 ‰）                     | 米原駅 - 膳所駅 （10 ‰）                         | 膳所駅 - 梅小路駅 （10 ‰）                       | 梅小路駅 - 吹田操車場                            | 吹田操車場 - 姫路操車場                          | 姫路操車場 - 八本松駅 （10 ‰）                   | 八本松駅 - 瀬野駅 （22.5 ‰）                     | 瀬野駅 - 幡生操車場 （10 ‰）                     | 幡生操車場 - 門司操車場 （25‰）                  |
| ------------------------------------------------ | ------------------------------------------------ | ------------------------------------------------ | ------------------------------------------------ | ------------------------------------------------ | ------------------------------------------------ | ------------------------------------------------ | ------------------------------------------------ | ------------------------------------------------ | ------------------------------------------------ | ------------------------------------------------ |
| 下り                                             | EF13形・EF15形 1200 t                            | D52形 1100 t                                     | D52形 1250 t                                     | D52形 1250 t                                     | D52形 1250 t                                     | D52形 1250 t                                     | D52形 1200 t                                     | D52形 1200 t                                     | D52形 1200 t                                     | EF10形 × 2両 1200 t                              |
| 上り                                             | EF13形・EF15形 1200 t                            | D52形 1200 t                                     | D52形 1200 t                                     | D52形 + D51形 1200 t                             | D52形 1350 t                                     | D52形 1300 t                                     | D52形 1200 t                                     | D52形 × 3両 1200 t                               | D52形 1200 t                                     | EF10形 × 2両 1200 t                              |
|                                                  |                                                  |                                                  |                                                  |                                                  |                                                  |                                                  |                                                  |                                                  |                                                  |                                                  |

また、本形式の牽引トン数の推移は以下の通り。
| D52形牽引トン数推移 上段：牽引トン数、下段：均衡速度 | D52形牽引トン数推移 上段：牽引トン数、下段：均衡速度 | D52形牽引トン数推移 上段：牽引トン数、下段：均衡速度 | D52形牽引トン数推移 上段：牽引トン数、下段：均衡速度 | D52形牽引トン数推移 上段：牽引トン数、下段：均衡速度 | D52形牽引トン数推移 上段：牽引トン数、下段：均衡速度 | D52形牽引トン数推移 上段：牽引トン数、下段：均衡速度 | D52形牽引トン数推移 上段：牽引トン数、下段：均衡速度 | D52形牽引トン数推移 上段：牽引トン数、下段：均衡速度 |
| 年                                                   | 通貨甲A                                              | 通貨甲A                                              | 通貨丙C                                              | 通貨丙C                                              | 通貨戌A                                              | 通炭丙C                                              | 通炭丙C                                              | 備考                                                 |
| 年                                                   | 10パーミル                                           | 25パーミル                                           | 10パーミル                                           | 25パーミル                                           | 25パーミル                                           | 10パーミル                                           | 25パーミル                                           | 備考                                                 |
| ---------------------------------------------------- | ---------------------------------------------------- | ---------------------------------------------------- | ---------------------------------------------------- | ---------------------------------------------------- | ---------------------------------------------------- | ---------------------------------------------------- | ---------------------------------------------------- | ---------------------------------------------------- |
| 1943年                                               | 750 t 31 km/h                                        | 330 t 25 km/h                                        | 1100 t 19 km/h                                       | 450 t 19 km/h                                        | -                                                    | 1200 t 17 km/h                                       | -                                                    |                                                      |
| 1945年                                               | -                                                    | -                                                    | 900 t 25 km/h                                        | 350 t 24 km/h                                        | -                                                    | -                                                    | -                                                    | 炭質低下のため牽引トン数削減                         |
| 1946年                                               | -                                                    | -                                                    | 950 t 25 km/h                                        | 350 t 24 km/h                                        | -                                                    | -                                                    | -                                                    |                                                      |
| 1950年                                               | -                                                    | -                                                    | 1200 t 17 km/h                                       | -                                                    | 400 t 20 km/h                                        | -                                                    | -                                                    | D52形、D62形（軸重軽減改造未実施）共通               |
| 1. 2. 3. 4. 5.                                       |                                                      |                                                      |                                                      |                                                      |                                                      |                                                      |                                                      |                                                      |

その後、関ヶ原や船坂峠といった10 ‰勾配の連続する区間も含む東海道・山陽本線全線での1200 t貨物列車運転に使用された一方で、ワキ1形やワキ1000形などで編成された急行貨物列車も牽引している。東海道本線は1949年に浜松間が電化され、以降1953年に稲沢まで、1955年に米原、1956年に京都までが電化されて東京 - 神戸間が電化され、一方、山陽本線は1958年に西明石 - 姫路間が電化され、以降1959年に上郡まで、1960年に倉敷、1961年に三原、1962年に横川までと順次電化区間が延伸され、1964年7月25日の横川 - 小郡間の電化により全線電化されて本形式の運用区間も順次短縮されていったが、柳井機関区と小郡機関区に配置された本形式の一部は1966年6月まで使用されていた。
山陽本線の瀬野 - 八本松間の通称「瀬野八」（10.6 km）は特に上り線で22.6 ‰の勾配が連続する難所で補助機関車を使用して運転されていた。補機には1931年からD50形が、1935-36年からはC52形が使用され、さらに1941年からはD51形が使用されたが、1945-46年に本形式が瀬野支区に配置されて使用されている。本形式は同区間を通る上り旅客列車と軽量の貨物列車には単機、重量貨物列車には重連で使用されており、特急列車では広島から補機が連結され、その後部にはテールマークが設置されていた。その後1962年5月12日にこの区間を含む山陽本線の三原 - 広島間が電化がされて翌1963年からはEF59形が使用されるようになったが、本形式の補機は1964年6月まで使用されていた。
大宮機関区と新鶴見機関区に配置された機体は1946年から1954年まで東北貨物線、赤羽線、山手貨物線、品鶴線で使用されており、大宮 - 赤羽 - 大崎 - 新鶴見間でD51形とともに貨物列車を牽引している。
御殿場線では国府津機関区と沼津機関区に配置された機体が1945年から使用され、沼津機関区の機体は同線用の機体が国府津機関区に集約される1961年まで、国府津機関区の機体は1968年まで使用され、貨物列車のほか旅客列車も本形式が牽引していた。なお、1969年4月23日の東海道本線の土砂崩れや1965年6月20日の早川橋梁架替工事の際には本形式による御殿場線への迂回運転が実施されており、本形式が特急・急行列車の牽引にも使用されている。
岩徳線でも旅客列車や貨物列車を牽引している。
吹田機関区に配置された機体は1958年頃から梅田貨物線や城東貨物線でも運用されるようになり、梅田貨物線では新幹線開業の頃まで、城東貨物線では1969年まで貨物列車を牽引しており、最終的にはD52 28, 142号機の2両が使用されていた。
鹿児島本線では東海道本線の電化により余剰となった機体が1955年11月に6両、1956年7-8月に1955年に配置となった機体と入替わりで3両が門司 - 鳥栖間の貨物列車牽引用として門司機関区の配置となったが、1961年の門司 - 久留米間電化により全車が休車となり、廃車となった1両を除き翌年までに本州へ転属した。

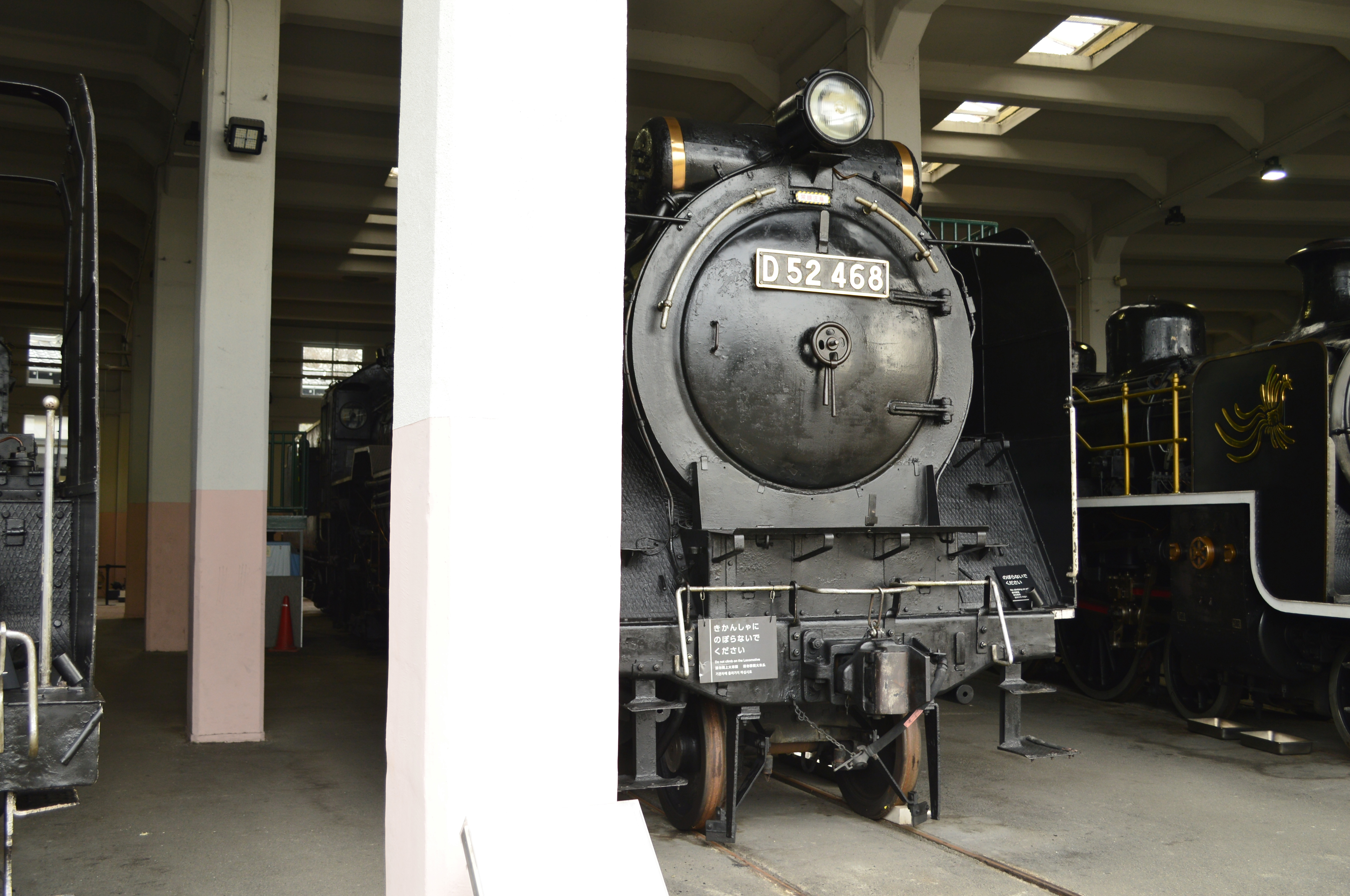
D52 468（京都鉄道博物館）

戦時中に函館・室蘭本線用として長万部機関区に配属されていた本形式は全機が1950年にかけて本州へ転属もしくは廃車となったが、1960年に函館・室蘭本線の函館 - 東室蘭・鷲別間の重貨物列車牽引用として五稜郭機関区に本形式が改めて配置されている。この時に配置となった機体は山陽本線の電化に伴い余剰となった姫路第一機関区所属の8両 (D52 56, 136, 138, 202, 204, 235, 404, 468号機)と岡山機関区所属の5両 (D52 140, 201, 217, 400, 414号機)の計13両であり、また、1964年に糸崎機関区からの3両（D52 89, 418, 422号機）が配置となったが翌1965年に廃車となり、1968年に吹田第一機関区から2両（D52 28, 142号機）が配属となったが、同年中に他の3両（D52 201, 217, 400号機）とともに廃車となった。残る10両のうち1972年12月に4両（D52 56, 138, 204, 404号機）、翌1973年に4両（D52 136, 140, 235, 414号機）が廃車となったほか、1973年に門司機関区に展示用として貸出されたD52 202号機が1975年に、梅小路蒸気機関車館に保存されるために1972年9月に梅小路機関区に移動していたD52 468号機が1979年に廃車となっている。
参考として、1962年6月1日時点の配置表は以下の通り（総数154両）。
| D52形配置一覧（1962年6月1日） | D52形配置一覧（1962年6月1日） | D52形配置一覧（1962年6月1日） | D52形配置一覧（1962年6月1日） | D52形配置一覧（1962年6月1日） | D52形配置一覧（1962年6月1日） | D52形配置一覧（1962年6月1日） |
| 鉄道管理局                    | 機関区                        | 番号 | 両数                          | 両数                          | 両数                          |                               |
| ----------------------------- | ----------------------------- | --- | ----------------------------- | ----------------------------- | ----------------------------- | ----------------------------- |
| 青函船舶鉄道管理局            | 五稜郭機関区                  | D52 56, 136, 138, 140, 201-202, 204, 217, 235, 400, 404, 414, 468                                                                                    | 13両                          | 13両                          | 154両                         |                               |
| 東京鉄道管理局                | 国府津機関区                  | D52 62, 70, 72, 236, 335, 403, 460 | 7両                           | 7両                           | 154両                         |                               |
| 大阪鉄道管理局                | 吹田第一機関区                | D52 142, 148, 200, 203, 229, 232, 340, 355, 382, 405, 466                                                                                            | 11両                          | 12両                          | 154両                         |                               |
| 大阪鉄道管理局                | 鷹取機関区                    | D52 216 | 1両                           | 12両                          | 154両                         |                               |
| 岡山鉄道管理局                | 岡山機関区                    | D52 15, 32, 55, 102, 105, 117, 134, 210, 218, 223, 354, 383, 384, 424                                                                                | 14両                          | 22両                          | 154両                         |                               |
| 岡山鉄道管理局                | 糸崎機関区                    | D52 10, 13, 28, 89, 418, 421-422, 452 | 8両                           | 22両                          | 154両                         |                               |
| 広島鉄道管理局                | 瀬野機関区                    | D52 12, 48, 101, 118, 123, 126, 128, 129, 131, 133, 146, 398, 417, 463                                                                               | 14両                          | 94両                          | 154両                         |                               |
| 広島鉄道管理局                | 広島第一機関区                | D52 11, 14, 45, 50, 52-53, 71, 75, 76, 92, 98-100, 122, 124, 130, 135, 139, 143, 144, 149, 213, 228, 341-342, 348, 356, 373, 376, 378, 406, 408, 416 | 33両                          | 94両                          | 154両                         |                               |
| 広島鉄道管理局                | 柳井機関区                    | D52 2, 29, 54, 58, 68, 108, 214, 234, 237, 369, 370, 372, 402, 453, 457, 467                                                                         | 16両                          | 94両                          | 154両                         |                               |
| 広島鉄道管理局                | 小郡機関区                    | D52 1, 3, 6, 24, 31, 33, 41, 43, 57, 60, 61, 81, 86, 109, 115, 125, 137, 198, 199, 219, 224, 225, 361, 362, 363, 393, 420, 444, 454, 456, 459        | 31両                          | 94両                          | 154両                         |                               |
| 門司鉄道管理局                | 門司機関区                    | D52 79, 333, 379, 396, 415, 451 | 6両                           | 6両                           | 154両                         |                               |
|                               |                               | |                               |                               |                               |                               |

また、年代ごとの配置両数の変遷は以下の通り
| D52形配置変遷（1946年 - 1972年）                   | D52形配置変遷（1946年 - 1972年） | D52形配置変遷（1946年 - 1972年）  | D52形配置変遷（1946年 - 1972年） | D52形配置変遷（1946年 - 1972年） | D52形配置変遷（1946年 - 1972年） | D52形配置変遷（1946年 - 1972年） | D52形配置変遷（1946年 - 1972年） | D52形配置変遷（1946年 - 1972年） | D52形配置変遷（1946年 - 1972年） | D52形配置変遷（1946年 - 1972年） |
| 鉄道局（1950年まで）                               | 鉄道管理局（1950年以降）         | 機関区                            | 時期                             | 時期                             | 時期                             | 時期                             | 時期                             | 時期                             | 時期                             | 時期                             |
| 鉄道局（1950年まで）                               | 鉄道管理局（1950年以降）         | 機関区                            | 1944年 1月1日                    | 1946年 3月31日                   | 1949年 １-7月                    | 1955年 2月1日                    | 1959年 4月1日                    | 1965年 4月                       | 1969年 3月31日                   | 1972年 3月31日                   |
| -------------------------------------------------- | -------------------------------- | --------------------------------- | -------------------------------- | -------------------------------- | -------------------------------- | -------------------------------- | -------------------------------- | -------------------------------- | -------------------------------- | -------------------------------- |
| 札幌鉄道局                                         | 青函船舶鉄道管理局               | 長万部機関区                      |                                  | 30両                             | 14両                             |                                  |                                  |                                  |                                  |                                  |
| 札幌鉄道局                                         | 青函船舶鉄道管理局               | 五稜郭機関区                      |                                  |                                  |                                  |                                  |                                  | 13両                             | 15両                             | 10両                             |
| 東京鉄道局                                         | 東京鉄道管理局                   | 高崎第二機関区                    |                                  |                                  | 3両                              |                                  |                                  |                                  |                                  |                                  |
| 東京鉄道局                                         | 東京鉄道管理局                   | 大宮機関区                        |                                  | 8両                              | 7両                              | 1両                              |                                  |                                  |                                  |                                  |
| 東京鉄道局                                         | 東京鉄道管理局                   | 新鶴見機関区                      |                                  | 10両                             | 9両                              |                                  |                                  |                                  |                                  |                                  |
| 東京鉄道局                                         | 東京鉄道管理局                   | 国府津機関区                      |                                  | 12両                             | 6両                              | 6両                              | 7両                              | 6両                              |                                  |                                  |
| 東京鉄道局                                         | 静岡鉄道管理局                   | 沼津機関区                        |                                  | 10両                             | 6両                              | 8両                              | 3両                              |                                  |                                  |                                  |
| 名古屋鉄道局                                       | 静岡鉄道管理局                   | 静岡機関区                        |                                  | 8両                              | 3両                              |                                  |                                  |                                  |                                  |                                  |
| 名古屋鉄道局                                       | 静岡鉄道管理局                   | 浜松機関区                        | 1両                              | 18両                             | 23両                             |                                  |                                  |                                  |                                  |                                  |
| 名古屋鉄道局                                       | 名古屋管理鉄道局                 | 稲沢機関区→稲沢第一機関区         |                                  | 31両                             | 25両                             | 10両                             |                                  |                                  |                                  |                                  |
| 名古屋鉄道局                                       | 名古屋管理鉄道局                 | 米原機関区                        |                                  | 16両                             | 16両                             | 13両                             |                                  |                                  |                                  |                                  |
| 大阪鉄道局                                         | 大阪鉄道管理局                   | 梅小路機関区                      |                                  | 9両                              | 2両                              |                                  |                                  |                                  |                                  |                                  |
| 大阪鉄道局                                         | 大阪鉄道管理局                   | 吹田機関区→吹田第一機関区         | 3両                              | 30両                             | 18両                             | 34両                             | 7両                              | 11両                             |                                  |                                  |
| 大阪鉄道局                                         | 大阪鉄道管理局                   | 鷹取機関区                        |                                  | 8両                              | 8両                              |                                  |                                  |                                  |                                  |                                  |
| 大阪鉄道局                                         | 大阪鉄道管理局                   | 姫路機関区→姫路第一機関区         |                                  | 33両                             | 11両                             | 16両                             | 15両                             |                                  |                                  |                                  |
| 広島鉄道局                                         | 岡山鉄道管理局                   | 岡山機関区                        |                                  | 9両                              | 4両                              | 13両                             | 29両                             |                                  |                                  |                                  |
| 広島鉄道局                                         | 岡山鉄道管理局                   | 糸崎機関区                        |                                  | 7両                              | 4両                              | 11両                             | 13両                             |                                  |                                  |                                  |
| 広島鉄道局                                         | 広島鉄道管理局                   | 広島第一機関区→広島機関区         |                                  | 12両                             | 2両                              | 19両                             | 24両                             | 15両                             |                                  |                                  |
| 広島鉄道局                                         | 広島鉄道管理局                   | 広島第一機関区瀬野支区→瀬野機関区 |                                  | 4両                              | 14両                             | 13両                             | 14両                             |                                  |                                  |                                  |
| 広島鉄道局                                         | 広島鉄道管理局                   | 岩国機関区                        |                                  | 3両                              | 2両                              |                                  |                                  |                                  |                                  |                                  |
| 広島鉄道局                                         | 広島鉄道管理局                   | 柳井機関区                        |                                  |                                  | 2両                              |                                  | 10両                             | 18両                             |                                  |                                  |
| 広島鉄道局                                         | 広島鉄道管理局                   | 小郡機関区                        |                                  | 19両                             | 3両                              | 17両                             | 32両                             | 37両                             |                                  |                                  |
| 広島鉄道局                                         | 広島鉄道管理局                   | 下関機関区                        |                                  | 8両                              | 7両                              |                                  |                                  |                                  |                                  |                                  |
| 門司鉄道局                                         | 門司鉄道管理局                   | 門司機関区                        |                                  |                                  |                                  |                                  | 6両                              |                                  |                                  |                                  |
| 計                                                 | 計                               | 計                                | 4両                              | 285両                            | 189両                            | 161両                            | 160両                            | 100両                            | 15両                             | 10両                             |
| 1. 2. 3. 4. 5. 6. 7. 8. 9. 10. 11. 12. 13. 14. 15. |                                  |                                   |                                  |                                  |                                  |                                  |                                  |                                  |                                  |                                  |

## 保存機
京都市の京都鉄道博物館ほか各地で7両が静態保存されている。本形式の使用線区の一つだった、御殿場線沿線の神奈川・静岡両県での保存が多い。
| D52形静態保存機一覧 | D52形静態保存機一覧 | D52形静態保存機一覧                               | D52形静態保存機一覧 |
| 画像                | 番号                | 所在地                                            | 備考 |
| ------------------- | ------------------- | ------------------------------------------------- | --- |
|                     | D52 235             | 神奈川県相模原市中央区鹿沼台2丁目15-1 鹿沼公園    | 函館本線で使用されていたもので、運転室の前面窓が旋回窓となっている。「相模原D52保存会」が整備・維持活動を行っている。なお、一部の部品からD52 138の刻印が発見されているほか、D52 235号機は1961年9月に密閉式運転室に改造されているが、D52 138号機や保存されている現車は通常の運転室となっており、先輪ばねカバー上デッキの支柱やボイラー横の砂撒き管、逆転棒カバーの形状も138号機のものと同様のものとなっている。1945年度、川崎車輛製（D52 235号機）もしくは1944年度、汽車製造製（D52 138号機であった場合）。 |
|                     | D52 403             | 神奈川県平塚市浅間町10-22 平塚市文化公園          | 御殿場線で電化まで使用された。屋根付きで保存されているが、離れた場所から見学可能。隣接する平塚市博物館の受付で申出ればより近い場所からの見学も可能。1945年度、日立製作所製。 |
|                     | D52 70              | 神奈川県足柄上郡山北町山北1981 山北鉄道公園       | 御殿場線で電化まで使用された。2016年3月に圧縮空気で走行するよう整備され、同年10月14日の「D52 奇跡の復活祭」で十数 m自走した後、定期的に走行が行われている。有火ではないものの、自走可能な唯一のD52形である。1944年度、川崎車両製。 |
|                     | D52 72              | 静岡県御殿場市新橋1898-3 御殿場駅前ポッポ広場     | 当初は同市内の湯沢平公園で保存されていたが、2010年9月28日にいったん展示を終了し、同年11月28日から現在地で保存されている。1944年度、川崎車輛製。 |
|                     | D52 136             | 静岡県沼津市高沢町8-1内 高沢公園                  | 御殿場線ではなく函館本線で使用されていたもので、スノープラウ付き。1944年度、汽車製造製。 |
|                     | D52 468             | 京都府京都市下京区観喜寺町 京都鉄道博物館         | 1972年に梅小路蒸気機関車館（京都鉄道博物館の前身）の開館に伴い保存され、2006年に「梅小路の蒸気機関車群と関連施設」として準鉄道記念物に指定された。1945年度、三菱重工業製でD52形のラストナンバー。 |
|                     | D52 1               | 広島県広島市東区 日本貨物鉄道（JR貨物）広島車両所 | 準鉄道記念物。1943年度、国鉄浜松工機部製。 |